# Ciclones tropicais na Índia

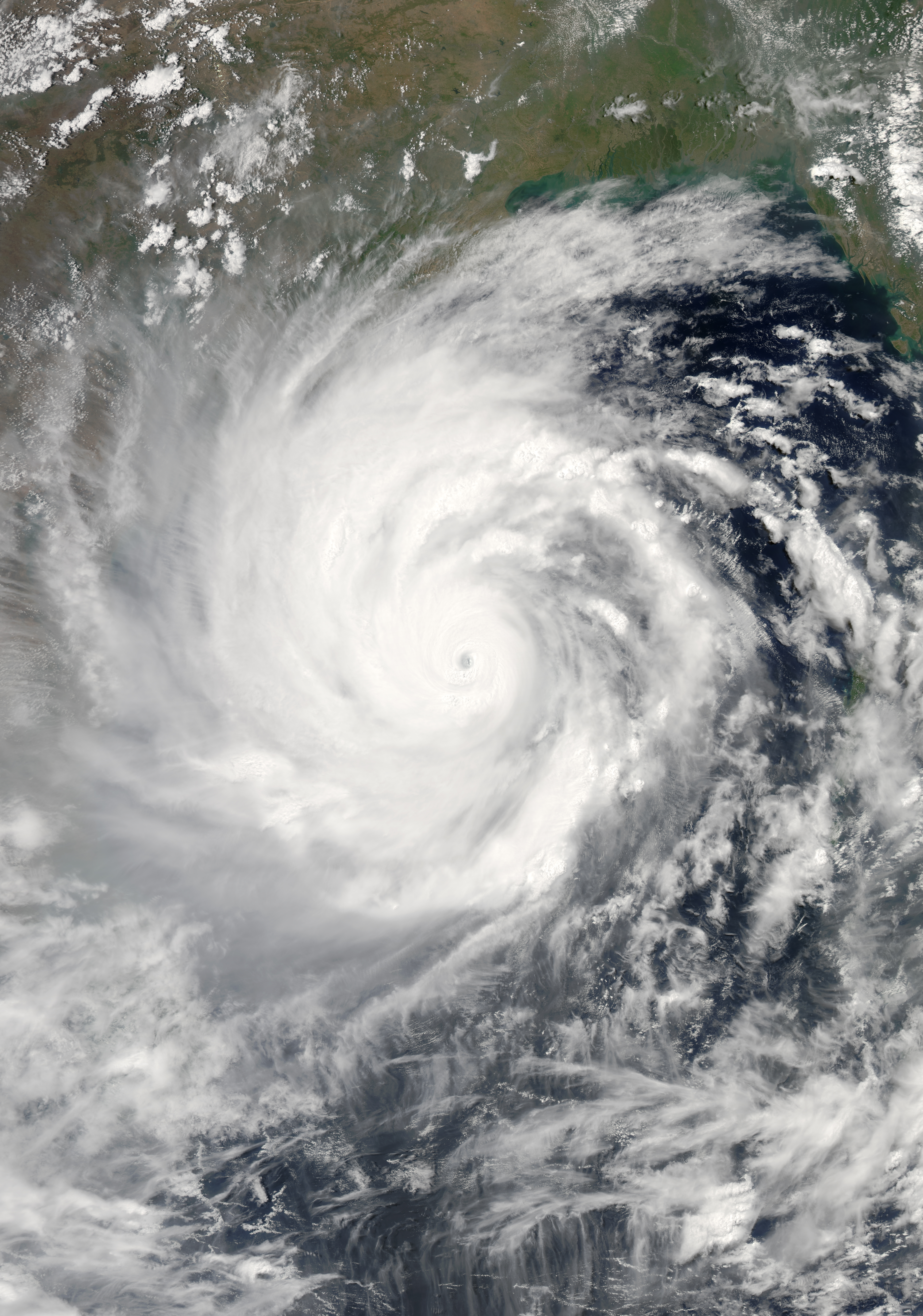
O ciclone Amphan, o ciclone mais caro já registrado no norte do Oceano Índico, com intensidade máxima sobre a Baía de Bengala.

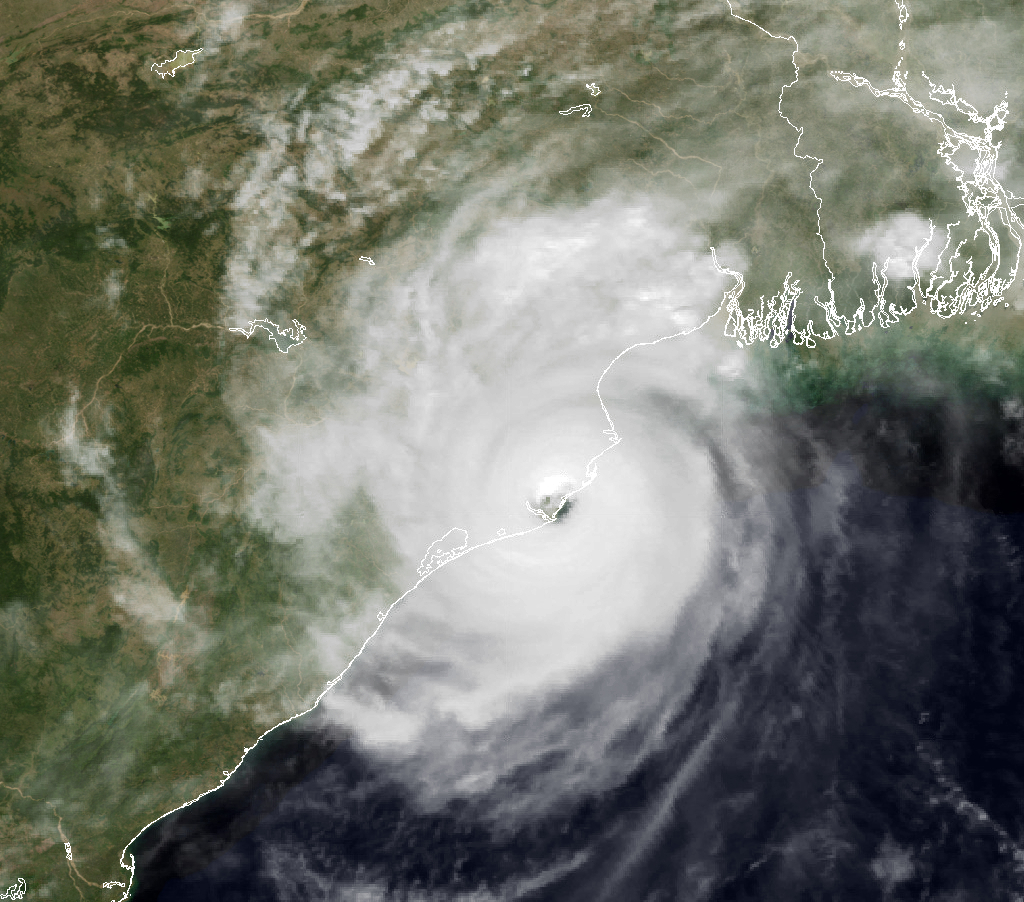
1999 Odisha ciclone em 29 de outubro em sua intensidade de pico recorde, uma vez que atingiu Odisha

A Índia é um país no norte do Oceano Índico que é o mais vulnerável a ser atingido por ciclones tropicais na bacia, do leste ou do oeste.

## Antecedentes
A Índia é um país do sul da Ásia que faz fronteira com o Mar Arábico, o Oceano Índico e a Baía de Bengala, enquanto compartilha fronteiras terrestres com Bangladesh, Butão, China, Myanmar, Nepal e Paquistão. A Índia também está localizada nas proximidades do Sri Lanka e das Maldivas, enquanto as Ilhas Andamão e Nicobar fazem fronteira marítima com a Tailândia, Myanmar e Indonésia. Em média, cerca de 2 a 4 ciclones tropicais afetam a Índia todos os anos, enquanto a maioria desses ciclones tropicais afeta a costa leste dos estados indianos de Bengala Ocidental, Orissa, Andra Pradexe, Tâmil Nadu. A costa oeste da Índia é menos propensa a ciclones com um ciclone em cada 2 a 4 atinge a costa oeste com a maioria deles atacando o estado de Guzerate, Maarastra, Goa, Carnataca e Querala.

## O Aviso de Quatro Estágios
O IMD emite alertas em quatro etapas para a costa indiana.
| Estágios  | Aviso                       | Significado |
| --------- | --------------------------- | --- |
| Estágio 1 | Aviso de ciclone            | Emitido com 72 horas de antecedência, discute a probabilidade de desenvolvimento de uma perturbação ciclônica no norte do Oceano Índico e na região costeira que provavelmente sofrerá condições climáticas adversas. |
| Estágio 2 | Alerta de ciclone           | Emitido 48 horas antes do início do clima adverso sobre as áreas costeiras. |
| Estágio 3 | Aviso de ciclone            | Emitido 24 horas antes do início do clima adverso sobre as áreas costeiras. A localização do landfall é discutida nesta fase.                                                                                         |
| Estágio 4 | Perspectiva de Aterrissagem | Emitido 12 horas antes do início do clima adverso sobre as áreas costeiras. A trajetória do ciclone após o landfall e o possível impacto no interior são discutidos nesta fase.                                       |

## Lista de ciclones tropicais por ano
Observe que os registros anteriores a 1960 não são confiáveis e as tempestades que permaneceram no mar eram frequentemente relatadas apenas por relatórios de navios.

### década de 1860

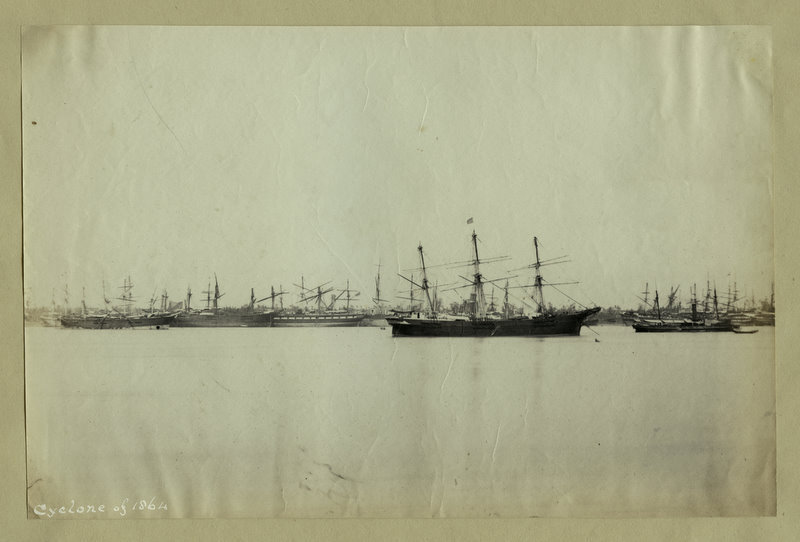
O ciclone de Calcutá de 1864

- Um poderoso ciclone atingiu Calcutá, na Índia, matando cerca de 60.000 pessoas.[3]

### Grande ciclone de Calcutá de Novembro de 1867
O anemômetro da cidade foi destruído durante o ciclone. A falta de maré de tempestade minimizou os danos gerais deste sistema.

### Ciclone Backergung de outubro de 1876
Em 31 de outubro, um ciclone atingiu a área do Delta do Rio Meghna, na Índia. A maré da tempestade matou 100.000, e a fome após a tempestade matou outros 100.000.

### Ciclone de Aden de junho de 1885
Um ciclone se formou perto das Ilhas Laccadive em 24 de maio de 555 km (345 mi) oeste do sul da Índia. O SS Mergui encontrou o ciclone ao largo do Chifre da África, 400 km (250 mi) leste de Socotorá em 1 de junho e relatou ser mais forte do que o ciclone tropical que atingiu Calcutá em 1864. Pouco antes da meia-noite da noite de 1 de junho, o Diomed relatou ventos com força de furacão e uma pressão de 984 mb (29,1 inHg). O navio Peshawar relatou um furacão a oeste no extremo leste do Golfo de Aden por volta da meia-noite da noite de 2 de junho. Ao meio-dia de 3 de junho, o Tantallon relatou uma pressão de 943 mb (27,8 inHg) próximo a 12,5N 45,5E. Em 3 de junho, a corveta alemã Augusta, o despachante francês Renard e o navio britânico SS Speke Hall foram perdidos na tempestade no Golfo de Adem. O sistema continuou para o oeste e encolheu em escala à medida que se movia para a entrada do Mar Vermelho, cruzando a costa de Djibouti. Tornou-se o primeiro ciclone tropical do norte do Oceano Índico na história registrada a transitar pelo golfo de Aden com intensidade de furacão e deteve o recorde de ciclone tropical do norte do Oceano Índico mais ocidental de todos os tempos e também o único ciclone tropical registrado a atingir a nação de Djibuti.

### 1885 Ciclone Odisha
Um ciclone intenso atingiu Orissa. Matou uma pessoa.

### 1888 Ciclone Gujarat
Em novembro, uma violenta tempestade ciclônica com ventos com força de furacão atingiu Gujarate, causando o naufrágio de um navio, matando 1.300 pessoas.

### 1900

#### 1902
- Em maio de 1902, uma tempestade ciclônica atingiu a costa nas proximidades de Carachi.[8]

#### 1907
- Em junho de 1907, uma tempestade tropical atingiu a costa perto de Karachi.[9]

### década de 1910

#### Década de 1910
- 13 a 16 de abril de 1910 – Existia um intenso tropical sobre o Mar de Andamão.[10]

### Década de 1920

#### 1928

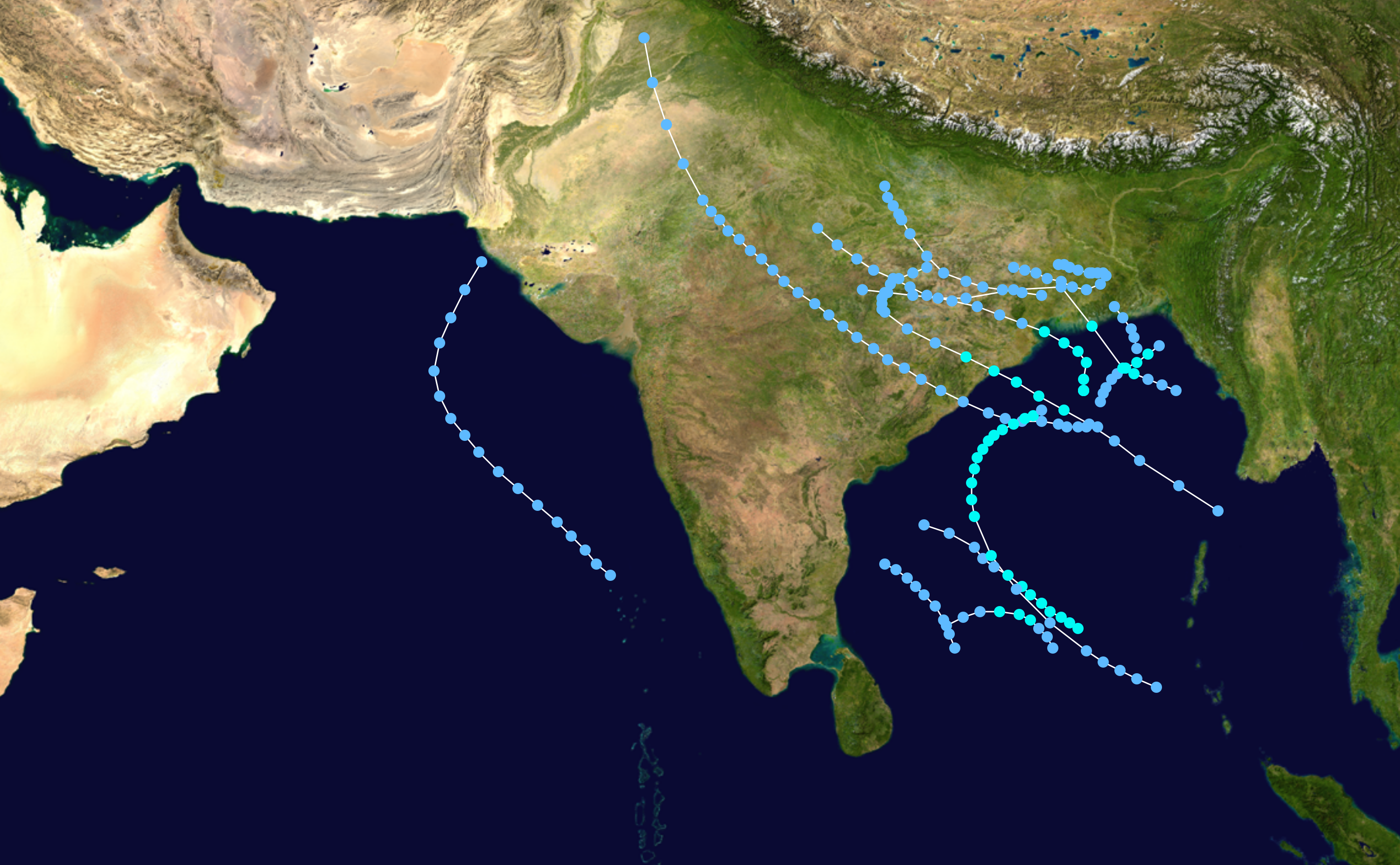
1928 Resumo da temporada de ciclones do Oceano Índico Norte

- 31 de dezembro de 1927 – 5 de janeiro de 1928 – Existia uma depressão sobre o sul da Baía de Bengala.[11]
- 29 de fevereiro – 6 de março de 1928 – Existia uma depressão sobre o nordeste do Mar Arábico.[11]
- 24 a 28 de março de 1928 – Uma tempestade ciclônica existiu sobre o sul da Baía de Bengala.[11]

#### 1929
Existem 15 depressões e 6 tempestades ciclônicas.

### Década de 1930

#### 1930
- 2 a 7 de maio de 1930 – Uma tempestade ciclônica existiu sobre o sul da Baía de Bengala.[13]
- 10 a 13 de maio de 1930 - Uma tempestade ciclônica existiu sobre o norte da Baía de Bengala.[13]
- 14 a 16 de junho de 1930 – Existia uma depressão rasa sobre o nordeste da Baía de Bengala.[13]
- 20 a 23 de junho de 1930 – Existia uma depressão sobre o sudeste do Mar Arábico.[13]
- 27 a 30 de junho de 1930 – Uma tempestade ciclônica existiu sobre o leste do Mar Arábico.[13]
- 28 de junho – 1 de julho de 1930 – Uma tempestade ciclônica existiu sobre o leste da Baía de Bengala.[13]
- 8 a 10 de julho de 1930 – Existia uma depressão rasa sobre o norte da Baía de Bengala.[13]
- 11 a 13 de julho de 1930 - Uma tempestade ciclônica existiu sobre o norte da Baía de Bengala.[13]
- 21 a 24 de julho de 1930 – Existia uma depressão sobre o norte da Baía de Bengala.[13]
- 6 a 8 de setembro de 1930 – Existia uma depressão sobre o Mar de Andaman.[13]

### Década de 1940

#### Década de 1940
- 17 a 25 de maio de 1940 – Uma forte tempestade ciclônica existiu sobre a Baía de Bengala.[14]
- 23 a 27 de junho de 1940 – Uma tempestade ciclônica existiu sobre a Baía de Bengala.[14]
- 29 de junho – 5 de julho de 1940 – Uma forte tempestade ciclônica existiu sobre a Baía de Bengala.[14]
- 6 a 11 de julho de 1940 – Uma forte tempestade ciclônica existiu sobre a Baía de Bengala.[14]
- 1 a 11 de agosto de 1940 – Uma tempestade ciclônica existiu sobre a Baía de Bengala.[14]
- 11 a 16 de agosto de 1940 – Existia uma depressão sobre a Baía de Bengala.[14]
- 18 a 26 de agosto de 1940 – Existia uma depressão sobre a Baía de Bengala.[14]
- 26 de agosto – 1 de setembro de 1940 – Existia uma depressão sobre a Baía de Bengala.[14]
- 14 a 24 de setembro de 1940 – Existia uma depressão sobre a Baía de Bengala.[14]
- 17 a 21 de setembro de 1940 – Existia uma depressão sobre a Baía de Bengala.[14]
- 9 a 20 de outubro de 1940 – Uma forte tempestade ciclônica existiu sobre o Mar Arábico.[14]
- 19 a 22 de outubro de 1940 – Uma forte tempestade ciclônica existiu sobre a Baía de Bengala.[14]
- 3 a 13 de novembro de 1940 – Uma forte tempestade ciclônica existiu sobre o Mar Arábico.[14]
- 11 a 18 de novembro de 1940 – Existia uma depressão sobre a Baía de Bengala e o Mar Arábico.[14]
- 14 a 24 de novembro de 1940 – Uma tempestade ciclônica existiu sobre a Baía de Bengala.[14]
- 19 a 30 de dezembro de 1940 – Existia uma depressão sobre a Baía de Bengala.[14]

### Ciclone de Mumbai de novembro de 1940
Em novembro de 1940, um forte ciclone atingiu Bombaim, com rajadas chegando a 121 km/h em Colaba. Havia corpos flutuando nas águas da enchente, e o ciclone custou à cidade 25 lakh de rúpias.

### Década de 1950

#### Década de 1950

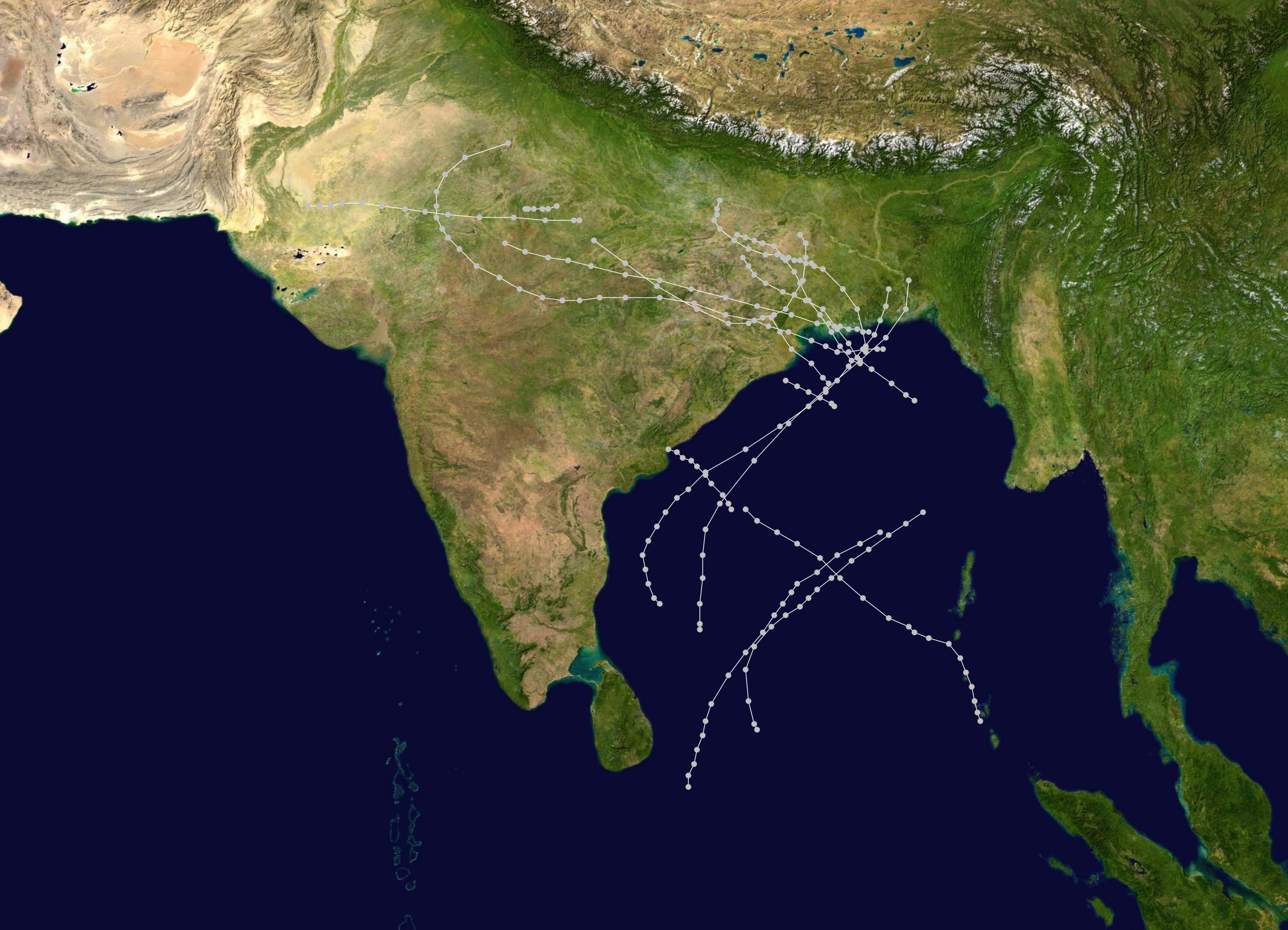
resumo da temporada

- 8 a 13 de abril de 1950 – Existia uma profunda depressão sobre a Baía de Bengala.[17]
- 23 a 30 de maio de 1950 – Existia uma profunda depressão sobre a Baía de Bengala.[17]
- 8 a 12 de junho de 1950 – Uma tempestade ciclônica existiu sobre a Baía de Bengala.[17]
- 23 a 28 de junho de 1950 – Existia uma depressão sobre a Baía de Bengala.[17]
- 10 a 12 de julho de 1950 – Existia uma depressão sobre a Baía de Bengala.[17]
- 11 a 15 de julho de 1950 – Existia uma depressão sobre a terra.[17]
- 25 a 30 de julho de 1950 – Existia uma depressão sobre a Baía de Bengala.[17]
- 3 a 7 de agosto de 1950 – Existia uma depressão sobre a terra.[17]
- 9 a 15 de agosto de 1950 – Existia uma depressão sobre a Baía de Bengala.[17]
- 1 a 5 de setembro de 1950 – Existia uma depressão sobre a terra.[17]
- 9 a 11 de setembro de 1950 – Existia uma depressão sobre a Baía de Bengala.[17]
- 12 a 19 de setembro de 1950 – Uma tempestade ciclônica existiu sobre a Baía de Bengala.[17]
- 22 a 24 de setembro de 1950 – Existia uma depressão sobre a Baía de Bengala.[17]
- 17 a 22 de outubro de 1950 – Existia uma depressão sobre a Baía de Bengala.[17]
- 16 a 20 de novembro de 1950 – Uma tempestade ciclônica existiu sobre a Baía de Bengala.[17]
- 2 a 6 de dezembro de 1950 – Uma tempestade ciclônica existiu sobre a Baía de Bengala.[17]

#### 1956
- Em junho, um ciclone atingiu Midnapur e matou 480 pessoas.

### Década de 1960

#### 1960

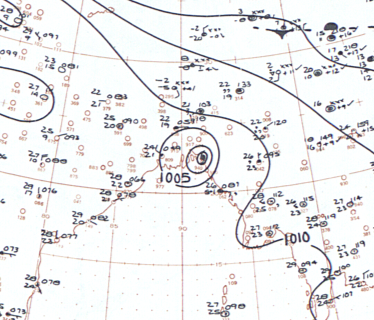
Tempestade Ciclônica Dez Muito Severa

A temporada foi acima da média, com cinco ciclones se formando e um atingindo a Índia.

#### 1961
A temporada foi acima da média, com cinco ciclones se formando e três atingindo a Índia.
- A tempestade ciclônica severa Quatro atingiu o sudoeste da Índia em maio e causou uma quantidade considerável de danos.

#### 1962
A temporada inclui quatro ciclones com um ciclone entrando do Oceano Pacífico Ocidental, totalizando cinco ciclones.

#### 1963

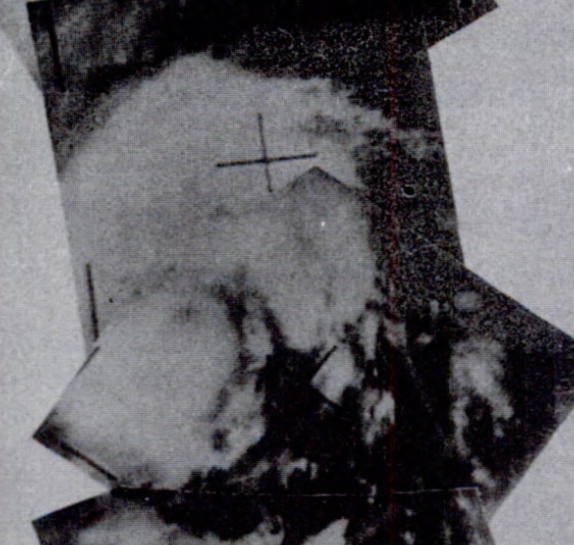
Tempestade Ciclônica Extremamente Severa Dois

A temporada foi acima da média com dezessete depressões se formando. Destes, seis ciclones se formaram com quatro chegando à Índia. A temporada inclui a primeira tempestade super ciclônica a ser registrada na era dos satélites.
- Tempestade Ciclônica Extremamente Severa Dois causou fortes chuvas nas Ilhas Laccadive. Foi considerado como um dos mais fortes ciclones do Mar Arábico até 2001, o ciclone da Índia, com base na pressão.
- A Depressão Profunda Quatro produziu chuvas torrenciais em partes do leste da Índia.
- Depressão Profunda Nove causou 15 mortes por inundações em Orissa.
- A Tempestade Ciclônica Muito Severa Doze causou alguns danos e inundações na Índia, com perda de vidas também sendo relatadas.

#### 1964

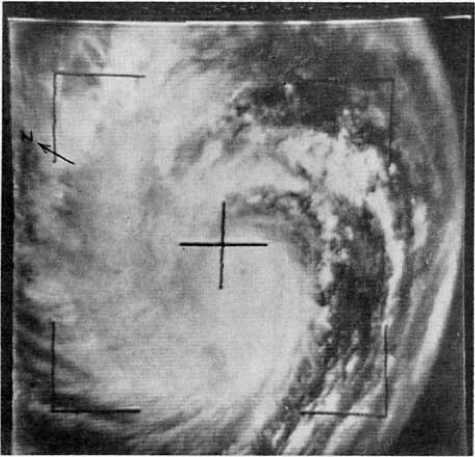
Tempestade Super Ciclônica Dezasseis

A temporada estava acima da média, com sete ciclones se formando, três atingindo a Índia e um ameaçando a costa.
- Tempestade Super Ciclônica Dezasseis foi o ciclone mais poderoso a atingir Tâmil Nadu e Sri Lanka. Também derrubou um trem de passageiros que matou 200 pessoas a bordo.[18] Destruiu a cidade de Dhanushkodi por causa de um 25 feet (7,6 m) tempestade e depois disso, o Governo de Madras disse que era 'impróprio para a civilização humana' e declarado como uma Cidade-fantasma.[19]

#### 1965

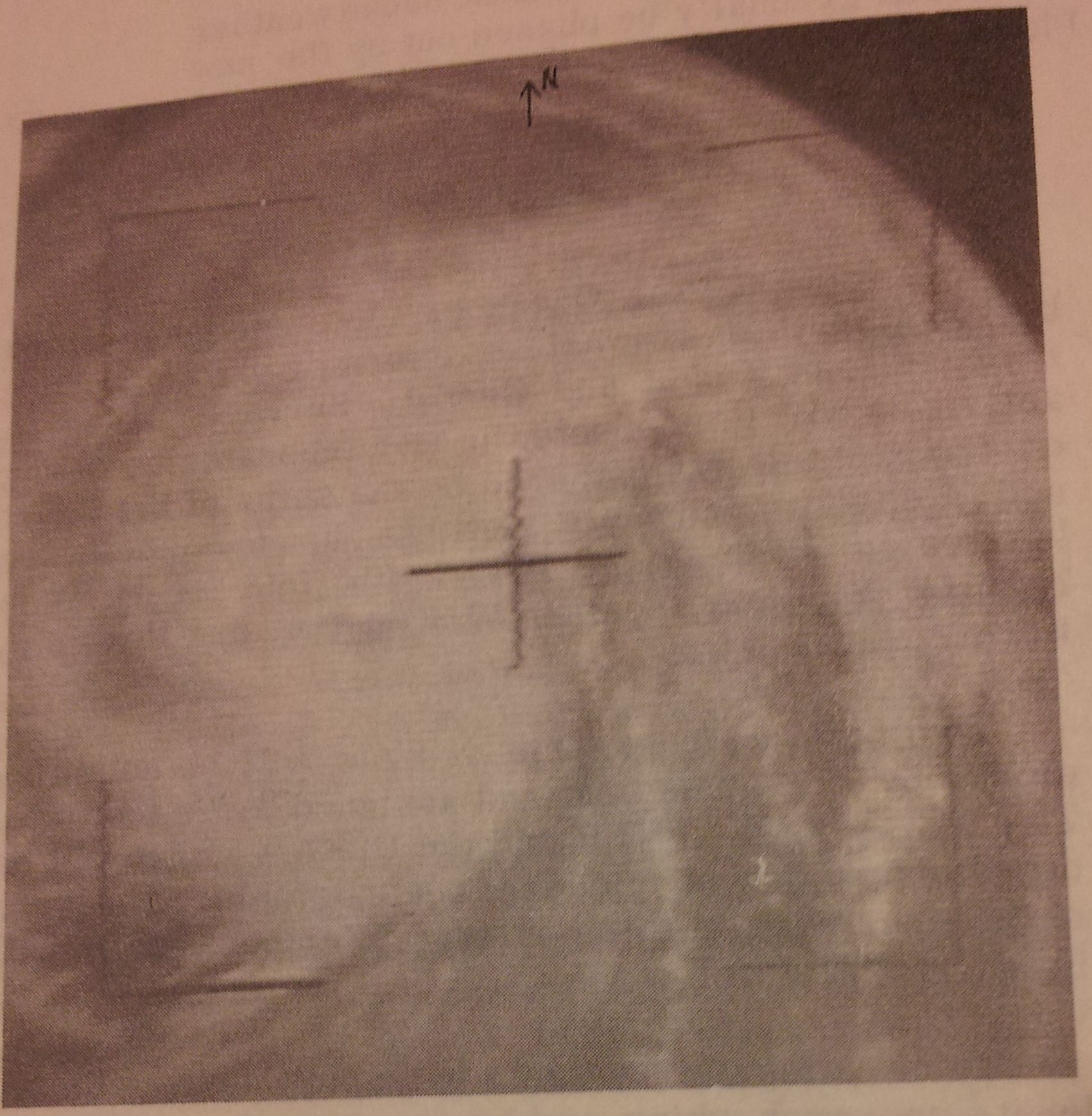
1965 Ciclone Bangladesh

Esta temporada inclui três ciclones mortais consecutivos que afetaram coletivamente Bengala Ocidental e Bangladesh nos meses de maio, junho e novembro, matando até 50.000 pessoas.

#### 1966

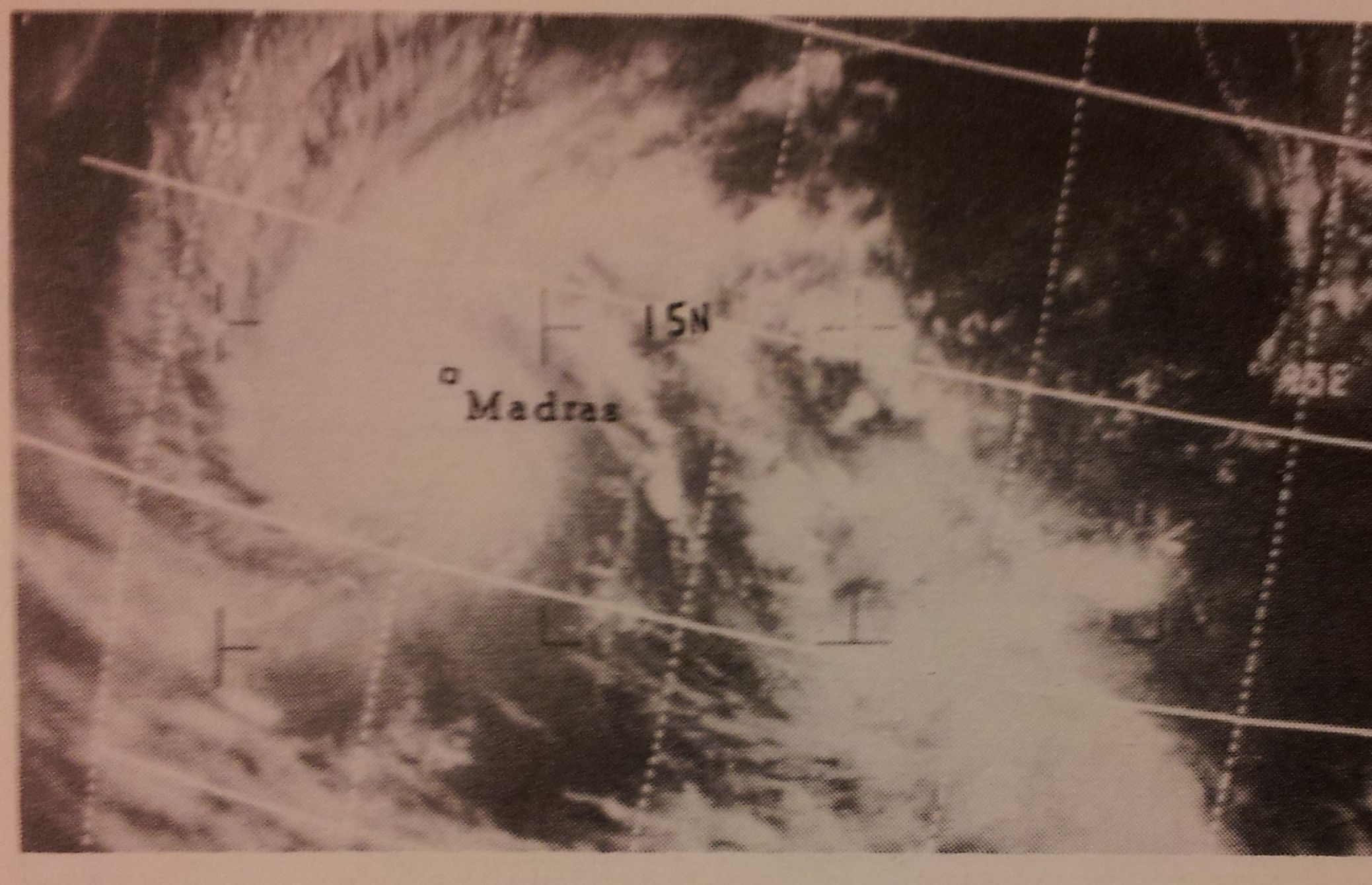
Ciclone Madras 1966

A temporada estava acima da média, com oito ciclones se formando e seis se intensificando ainda mais em tempestades ciclônicas severas.
- Um ciclone atingiu Madras (agora Chenai), na Índia, em 3 de novembro, matando mais de 50 pessoas e deixando 800.000 desabrigados.[20]

#### 1967

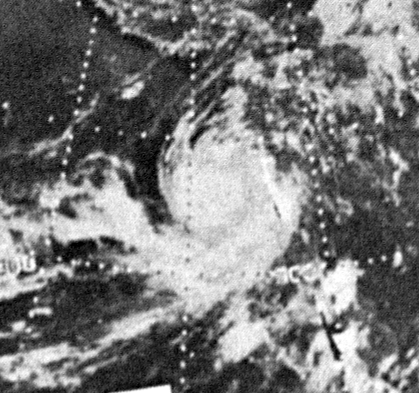
Tempestade Ciclônica Dois

#### 1968

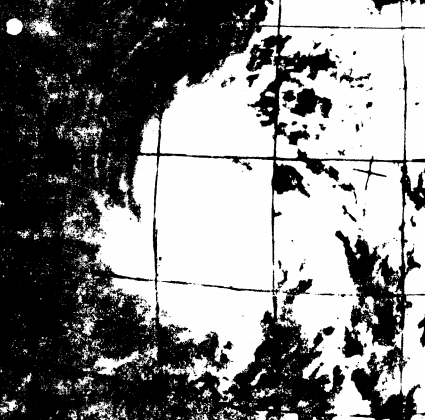
Ciclone de Mianmar de 1968

#### 1969

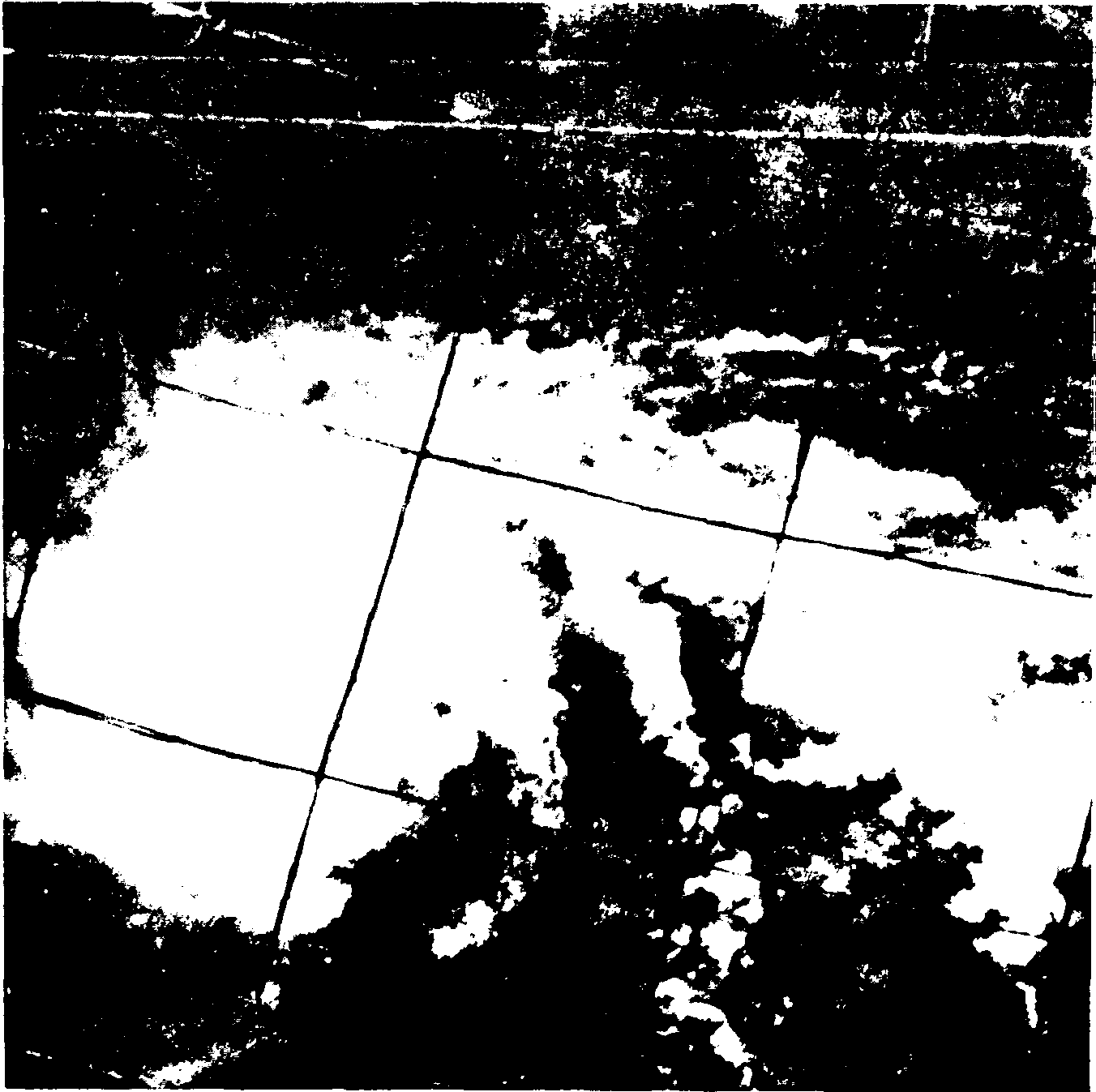
Tempestade Ciclônica Extremamente Severa Dez

Esta temporada inclui dois ciclones consecutivos que afetam Andra Pradexe nos meses de maio e novembro matando 900 pessoas coletivamente.

### Década de 1970

#### 1970

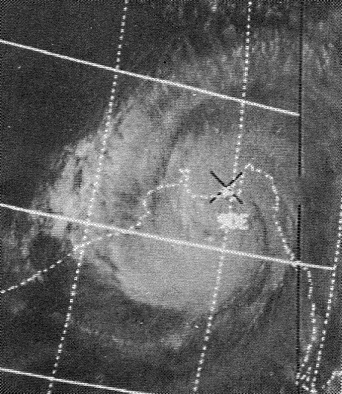
Tempestade Ciclônica Extremamente Severa Treze

A temporada estava acima da média, com sete ciclones se formando com dois atingindo a Índia.
- A tempestade ciclônica Quatro atingiu Orissa no mês de junho e trouxe chuvas generalizadas sobre a Índia Oriental e Central. Muitos lugares receberam mais de 10 cms. de chuva em um único dia.
- A tempestade ciclônica Oito formou-se como uma depressão terrestre no mês de setembro e contornou toda a nação antes de entrar no mar da Arábia e se intensificar até o estágio de tempestade ciclônica. Muitos estados que estavam localizados na pista receberam chuvas fortes de até 40 cm.
- Muito Severa Tempestade Ciclônica Doze em seus estágios iniciais trouxe chuvas fortes sobre Tâmil Nadu e atingiu a costa de Bengala Ocidental no mês de novembro. Calcutá recebeu rajadas de vento de até 120 km/h e Xilongue recebeu chuvas fortes de até 22 cm. Bangladesh sofreu os piores danos pela tempestade que matou 290 pessoas. Danos na Índia eram desconhecidos.
- A Tempestade Ciclônica Extremamente Grave Treze foi o ciclone tropical mais mortal na história dos ciclones tropicais. Ele atingiu a costa do Paquistão Oriental (agora chamado de Bangladesh), mas também causou um efeito significativo em Bengala Ocidental e fortes chuvas nas ilhas Andamão e Nicobar. Este ciclone atingiu a terra poucos dias depois que o Ciclone Doze atacou a mesma área e trouxe danos adicionais lá.

#### 1971

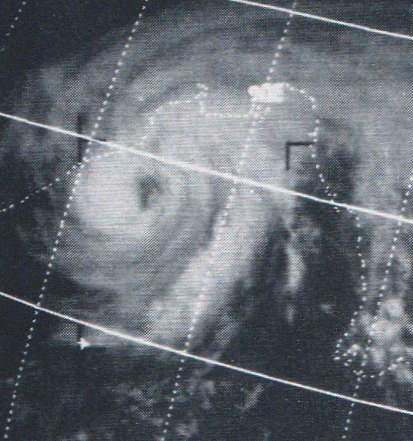
1971 ciclone Odisha

Esta temporada foi acima da média, com sete ciclones se formando e quatro atingindo a Índia.
- Três ciclones atingiram os estados de Orissa e Bengala Ocidental, causando danos consideráveis aos meios de subsistência e às culturas agrícolas. 160 pessoas foram relatadas como mortas pelas três tempestades.
- 1971 O ciclone Odisha atingiu a cidade de Paradip no mês de outubro e se tornou uma tempestade mortal matando 11.000 pessoas. Todo o estado de Odisha sofreu danos devido a rajadas de vento de até 185 km/h.

#### 1972

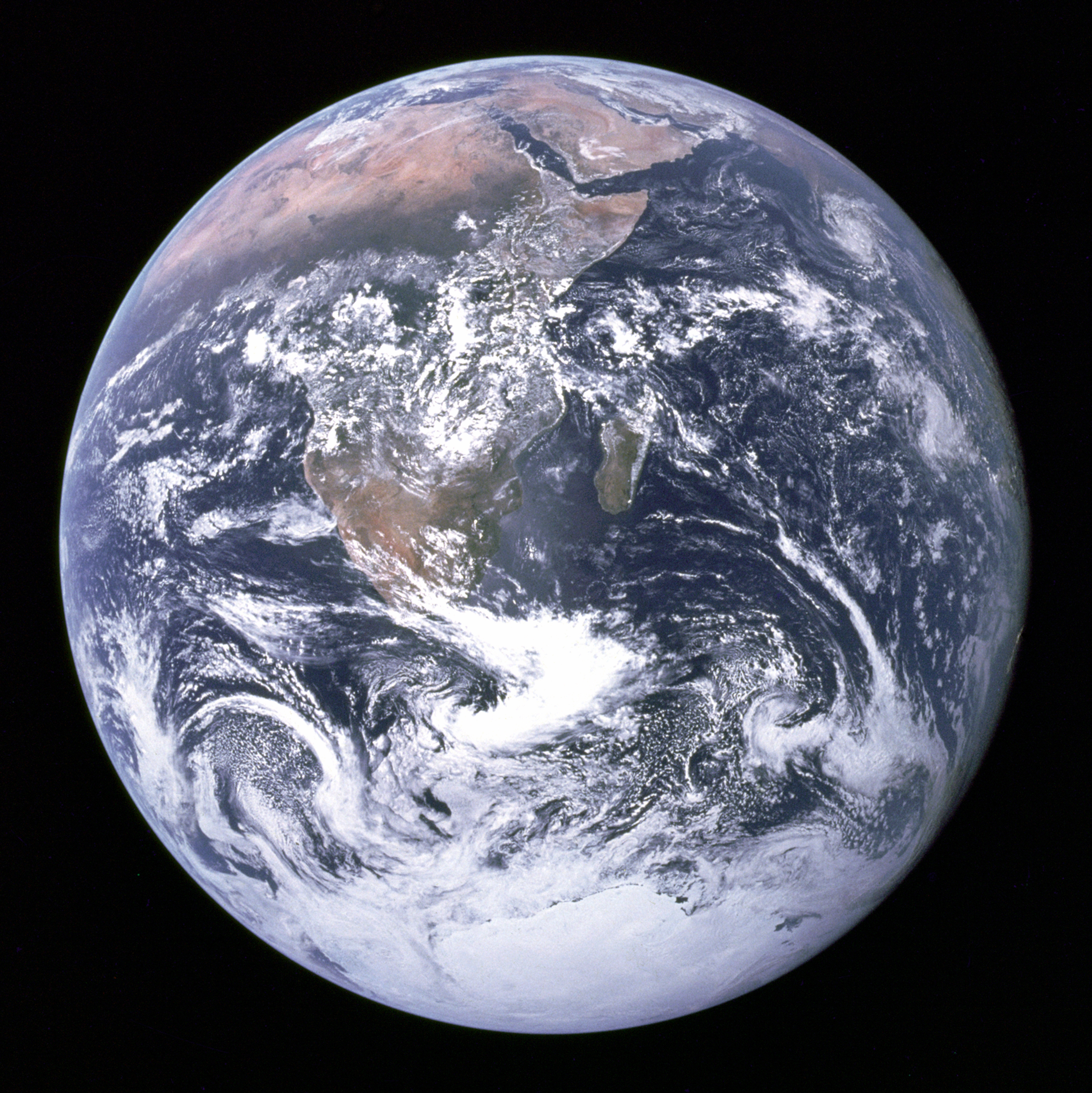
Ciclone Tamilnadu de 1972

#### 1973

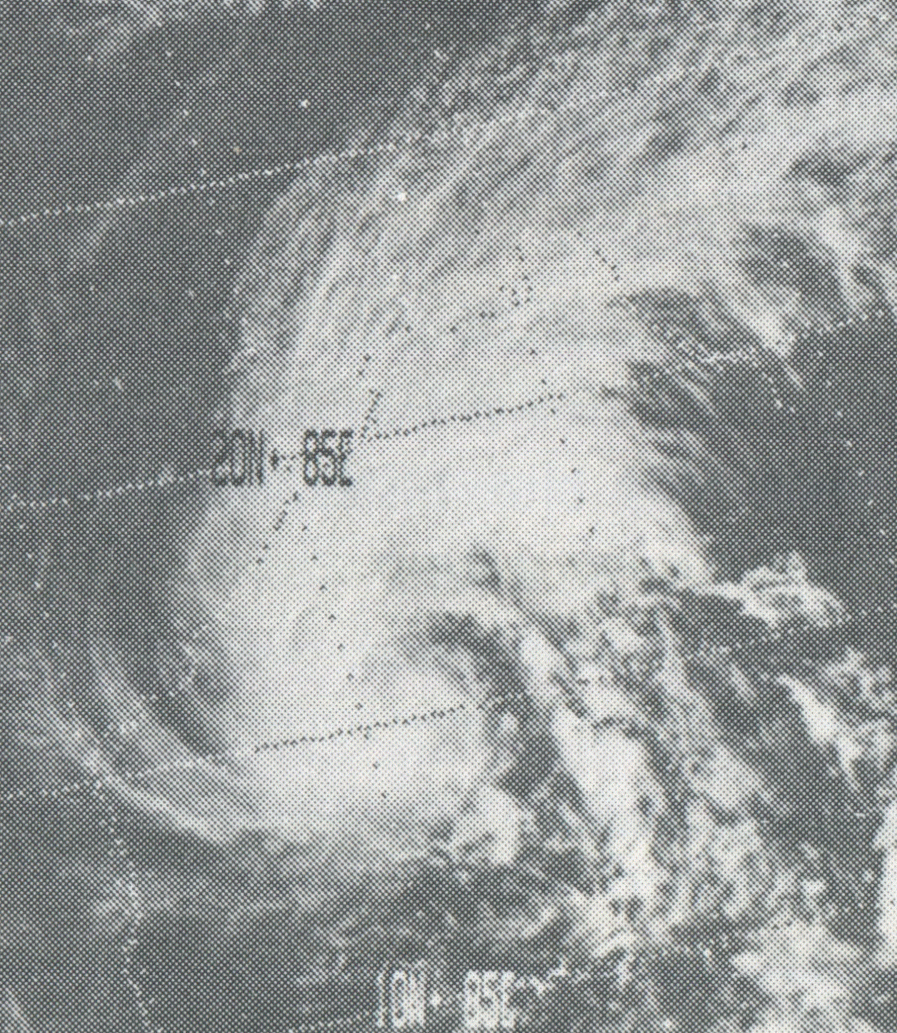
Forte Tempestade Ciclônica Quatro

#### 1974

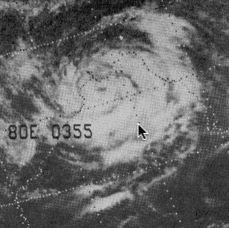
Agosto de 1974 Tempestade Ciclônica Muito Severa

#### 1975

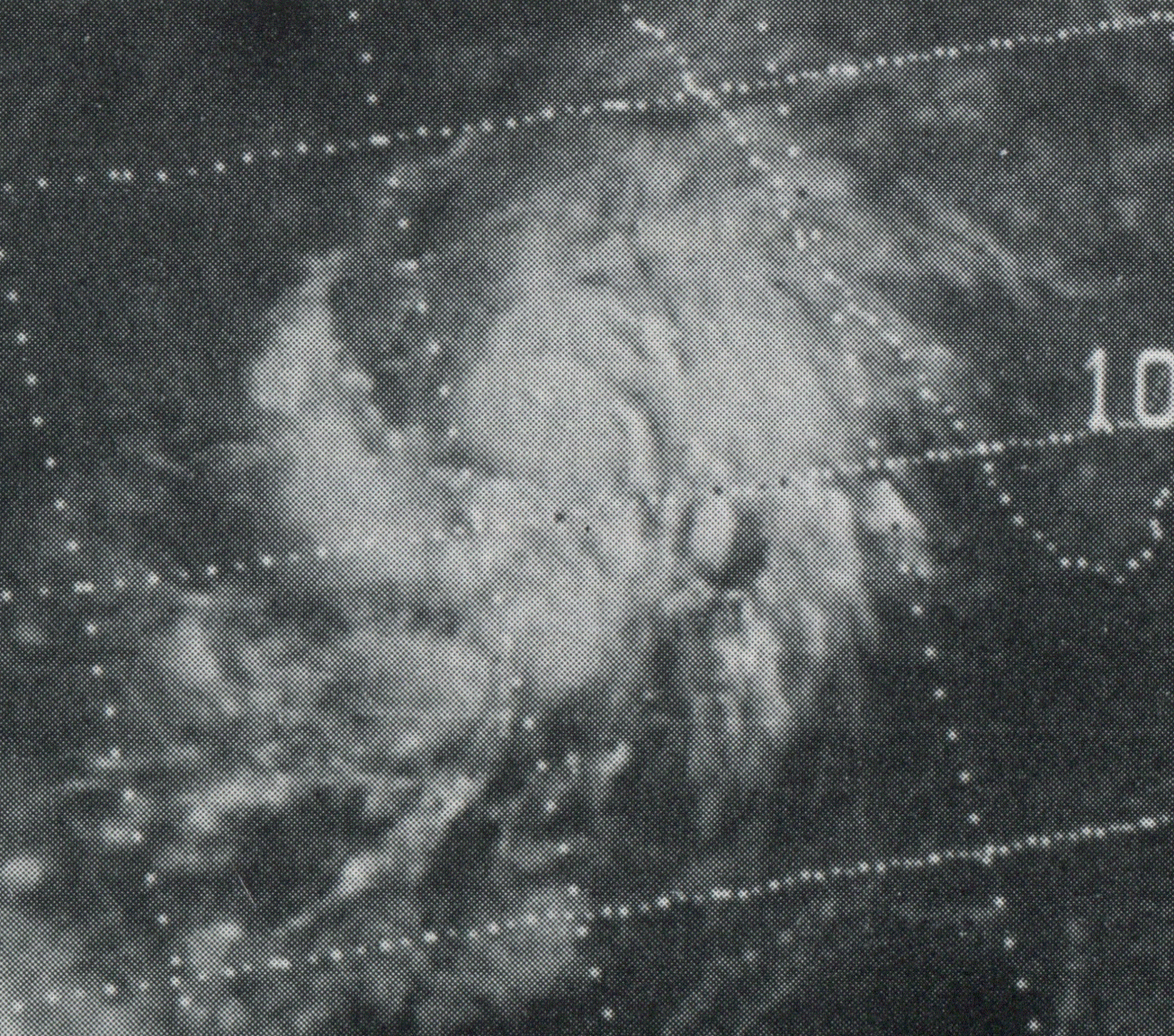
Tempestade Ciclônica Extremamente Severa Dois

#### 1976

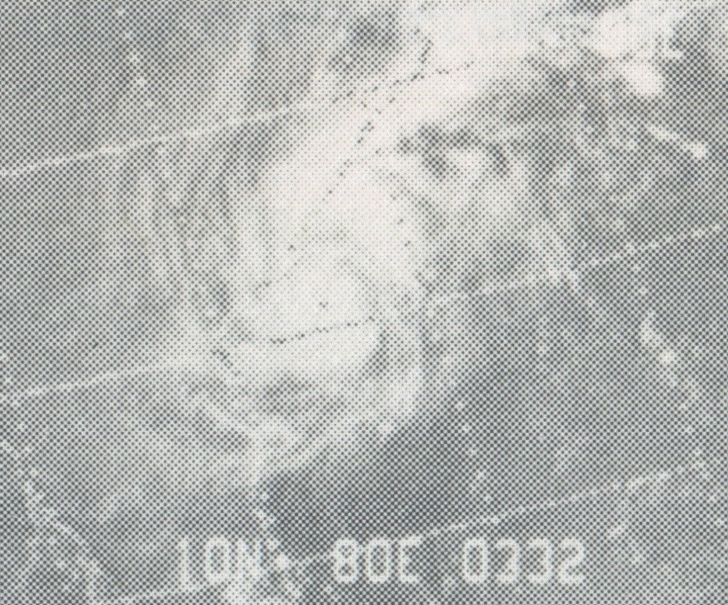
Tempestade Ciclônica Sete

#### 1977

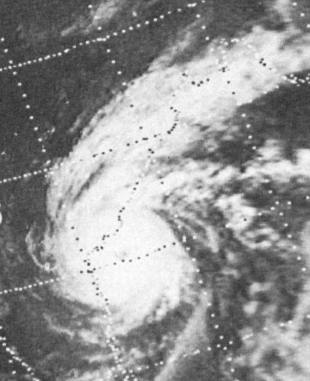
Super Tempestade Ciclônica 06B

A temporada estava acima da média, com seis ciclones se formando com três atingindo a Índia. A temporada inclui uma Super Tempestade Ciclônica que mais tarde se tornou a mais intensa a atingir Andra Pradexe. A temporada inclui dois ciclones simultâneos em ambos os lados da bacia do Oceano Índico Norte (Baía de Bengala e Mar Arábico) ao mesmo tempo que se tornou a primeira instância de tal incidente. A próxima vez que isso aconteceria seria em 2018.
- A tempestade ciclônica 04B se formou no mês de outubro e atingiu Kavali em Andra Pradexe e trouxe danos consideráveis aos serviços de telegramas, culturas agrícolas e propriedades. Nenhuma morte foi relatada lá.
- A tempestade ciclônica muito severa 05B atingiu Nagapattinam em Tâmil Nadu no mês de novembro e trouxe danos catastróficos às culturas agrícolas. Cerca de 560 pessoas e 23.000 cabeças de gado morreram e 10.00.000 pessoas foram afetadas. Ele fez outro landfall sobre Carnataca, que se tornou o primeiro e único ciclone registrado a atingir a terra naquele estado.
- A Super Cyclonic Storm 06B tornou-se um dos ciclones mais fortes a atingir Andra Pradexe desde que os registros confiáveis começaram em 1891. Ele atingiu Chirala em 22 de novembro e se tornou o ciclone mais mortal do mundo neste ano, matando 10.000 pessoas e 5.00.000 cabeças de gado. Surto de tempestade tão alto quanto 20 ft. atingiu a Ilha Diviseema no momento do desembarque. Existiu simultaneamente com a Tempestade Ciclônica Muito Severa 04B no Mar Arábico, que se tornou os primeiros ciclones simultâneos registrados em ambos os lados do Oceano Índico desde que os registros começaram e a próxima vez que isso aconteceu foi em 2018.

#### 1978

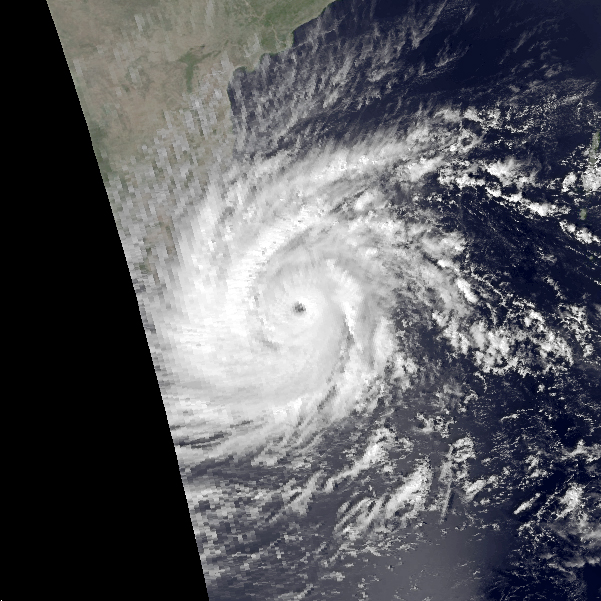
Super Tempestade Ciclônica 04B

A temporada estava quase normal, com quatro ciclones se formando e dois atingindo a Índia. A temporada inclui o poderoso ciclone que atingiu o Sri Lanka no mês de novembro e o segundo ano consecutivo a ter uma tempestade super ciclônica.
- A tempestade superciclônica 04B, depois de atingir o Sri Lanka, fez outro landfall perto de Rameswaram em Tâmil Nadu e danificou as casas e os barcos de pesca. Os danos totais foram pequenos na Índia. Seus restos foram rastreados no Mar Arábico, onde viajou até a costa da região de Kutch, em Guzerate.

#### 1979

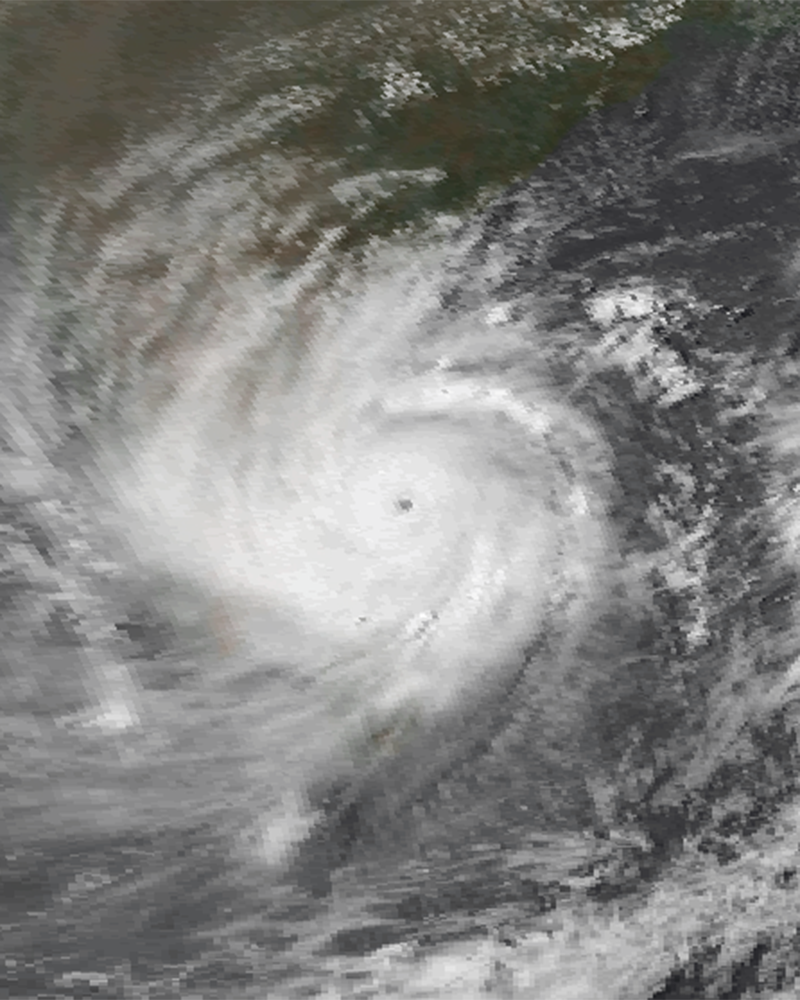
Tempestade Ciclônica Extremamente Grave 01B

A temporada estava acima da média, com seis ciclones se formando, dois atingindo a Índia e um ameaçando a costa.
- A tempestade ciclônica extremamente severa 01B atingiu a terra perto de Ongole em Andra Pradexe no mês de maio com ventos de 175 km/h e trouxe alguns danos ao estado. Cerca de 700 pessoas e 300.000 cabeças de gado morreram. Foi a pior tempestade a atingir o estado desde a Tempestade Super Ciclônica Seis (06B), que ocorreu dois anos antes.

### Década de 1980

#### 1980

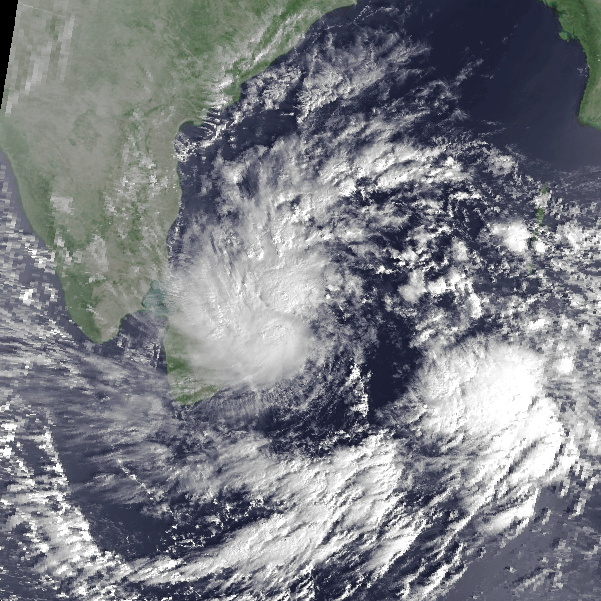
Tempestade Ciclônica 04B

A temporada estava quase normal, com quatro ciclones se formando e um atingindo a Índia. Todos os ciclones permaneceram fracos na temporada, pois nenhum ciclone se intensificou além da Tempestade Ciclônica.
- A tempestade ciclônica 01B contornou o Cabo Comorim depois de atingir o Sri Lanka. Nenhum dano e morte foram relatados na Índia.
- A tempestade ciclônica 02B atingiu Andra Pradexe no mês de outubro. Os danos eram desconhecidos.
- A tempestade ciclônica 04B ameaçou a costa de Tâmil Nadu, mas permaneceu bem no mar. Produziu chuvas fortes por lá.

#### 1981

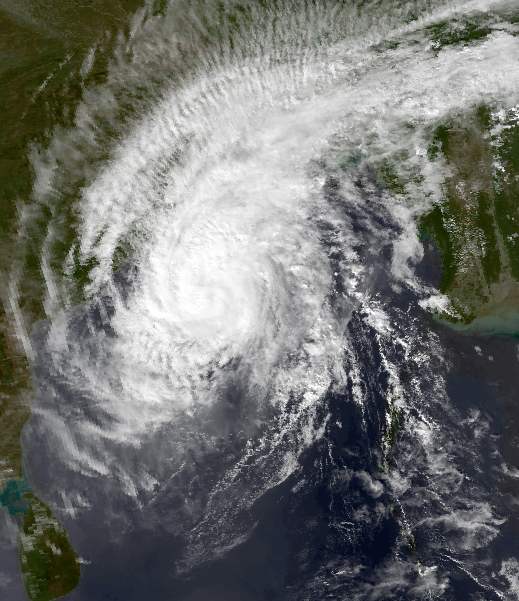
Tempestade Ciclônica Muito Severa 03B

A temporada foi acima da média, com cinco ciclones se formando e quatro atingindo a Índia.
- Duas depressões atingiram os estados de Odisha e Bengala Ocidental nos meses de agosto e setembro e trouxeram danos consideráveis a esses estados.
- A tempestade ciclônica muito severa 01B fez dois landfalls sobre Tâmil Nadu e Gujarat no mês de novembro e trouxe danos consideráveis.
- A tempestade ciclônica muito severa 03B contornou as costas de Odisha e Bengala Ocidental no mês de dezembro antes de atingir Bangladesh. Foi a última tempestade a atingir Bangladesh desde que os registros confiáveis começaram. 200 pessoas foram relatadas como mortas em ambas as nações.

#### 1982

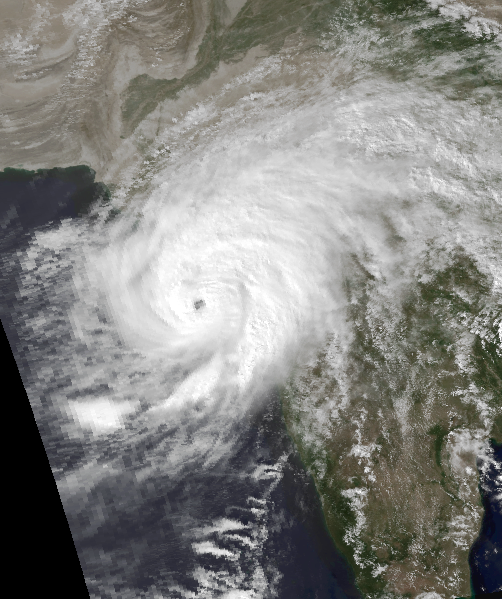
Tempestade Ciclônica Extremamente Grave ARB 01

A temporada estava acima da média, com cinco ciclones se formando com todos eles atingindo a Índia.
- A tempestade ciclônica extremamente severa BOB 02 atingiu a terra perto de Paradip em Odisha no mês de maio e matou 150 pessoas. Foi o ciclone mais poderoso a atingir o estado durante a estação pré-monção até o ciclone Fani em 2019, de acordo com o Departamento Meteorológico da Índia.
- A Tempestade Ciclônica Grave BOB 03 e a Tempestade Ciclônica Grave BOB 04 atingiram a costa de Andhra Pradesh em um período de uma semana no mês de outubro. Mas os danos e mortes atribuídos pelas tempestades foram menores.
- A tempestade ciclônica extremamente severa ARB 01 atingiu a terra firme em Porbandar em Gujarat e trouxe a maior precipitação para a cidade no registro de 120 cm no mês de novembro. Cerca de 340 pessoas morreram devido à tempestade. Foi a data mais recente para um ciclone na bacia norte do Oceano Índico atingir a costa oeste da Índia.

#### 1983

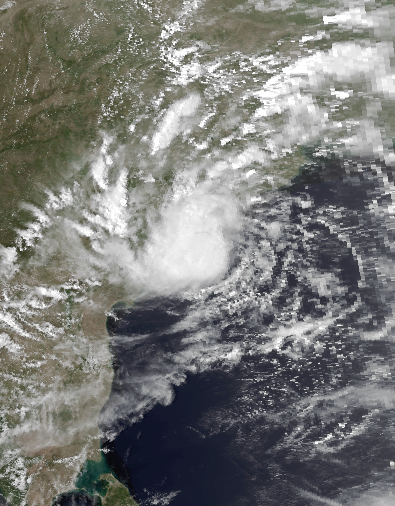
Tempestade Ciclônica 02B

A temporada estava abaixo da média, com dois ciclones se formando e um atingindo a Índia. A temporada inclui um cruzamento de bacia do Oceano Pacífico Ocidental chamado de tempestade tropical Kim como uma depressão profunda, mas não se intensificou ainda mais na bacia.
- A tempestade ciclônica 02B se formou em 1º de outubro e atingiu a costa de Andhra Pradesh três dias depois. Danos e mortes eram desconhecidos.

#### 1984

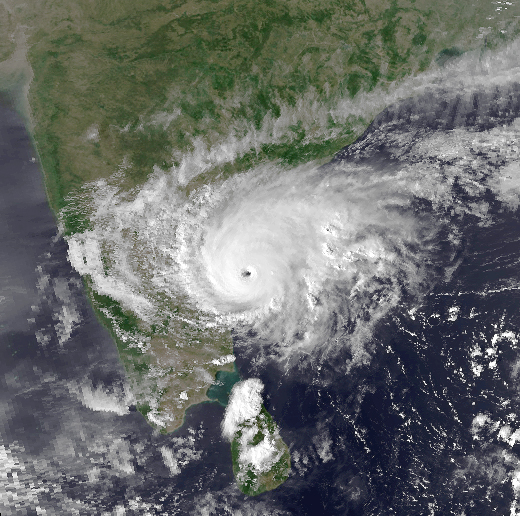
Tempestade Ciclônica Extremamente Grave 03B

A temporada estava quase normal, com quatro ciclones se formando e três atingindo a Índia. A temporada inclui o primeiro ciclone registrado a atingir a Somália e se tornou o mais ocidental de um ciclone do norte do Oceano Índico até 2018 no Ciclone Sagar.
- A tempestade ciclônica muito severa 02B atingiu Odisha no mês de setembro, mas menos danos ocorrem sem mortes relatadas.
- A tempestade ciclônica extremamente severa 03B atingiu Sriharikota em Andra Pradexe no mês de novembro e trouxe os piores danos ao estado e ao vizinho Tâmil Nadu. Cerca de 430 pessoas morreram devido à tempestade.
- A tempestade ciclônica extremamente severa 04B atingiu Cuddalore em Tâmil Nadu no mês de dezembro e trouxe danos consideráveis às plantações agrícolas.

#### 1985

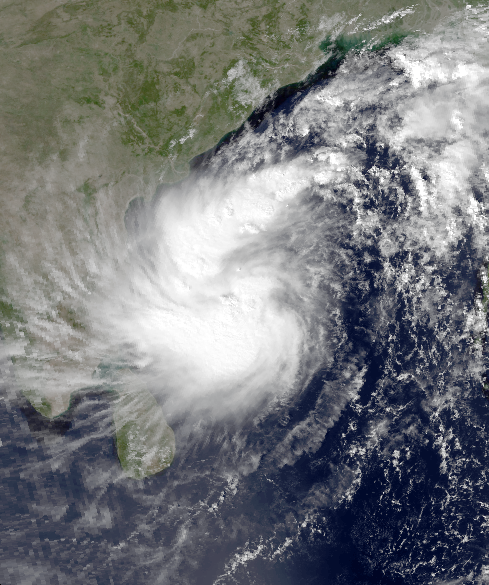
Tempestade Ciclônica BOB 05

A temporada estava abaixo da média, com três ciclones se formando com um atingindo a Índia.
- A tempestade ciclônica ARB 02 atingiu a terra perto de Dwarka em Gujarat no mês de junho com menos danos e nenhuma morte relatada.
- As tempestades ciclônicas BOB 03,05,06 atingiram a costa de Andra Pradexe nos meses de outubro, novembro e dezembro. Danos e mortes eram desconhecidos.
- A tempestade ciclônica BOB 04 atingiu Odisha no mês de outubro matando 38 pessoas lá. Uma tempestade de até 2 metros atingiu a costa no momento do desembarque, o que fez com que as aldeias costeiras submergissem na água do mar por dois dias.

#### 1986

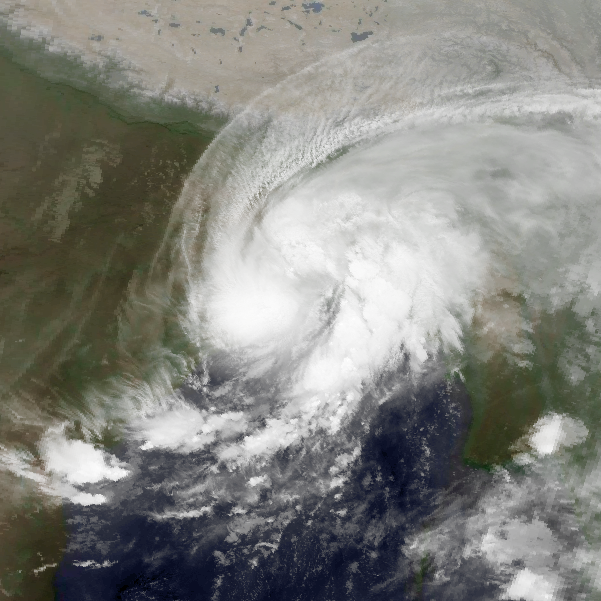
Tempestade Ciclônica 02B

A temporada foi menos ativa, pois apenas um ciclone se formou a partir de três sistemas. O próprio ciclone atingiu a Índia. Foi o segundo menos ativo na bacia norte do Oceano Índico próximo a 1993.
- A tempestade ciclônica 02B contornou as costas de Andra Pradexe e Odisha antes de atingir a costa perto da fronteira da Índia e Bangladesh no mês de novembro. Danos e mortes não foram relatados no país.

#### 1987

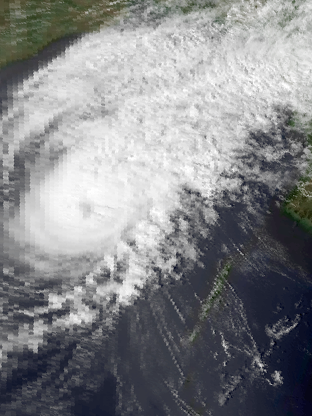
Tempestade Ciclônica Muito Severa Um

A temporada estava acima da média com cinco ciclones se formando e inclui duas tempestades não oficiais monitoradas pelo JTWC, totalizando sete ciclones. Quatro deles desembarcaram na Índia.
- A tempestade ciclônica 04B e a tempestade ciclônica severa 06B atingiram o estado de Andra Pradexe nos meses de outubro e novembro trazendo danos moderados para lá.
- A tempestade ciclônica severa 05B trouxe os piores danos ao estado de Andhra Pradesh, que já foi afetado pela tempestade ciclônica 04B há quinze dias, matando 50 pessoas e 26.000 cabeças de gado.
- A tempestade ciclônica 07A atingiu a terra duas vezes em todo o país. Uma vez perto de Tondi como uma depressão fraca e depois perto de Murud-Janjira como uma tempestade tropical. Os danos foram relatados como mínimos.

#### 1988

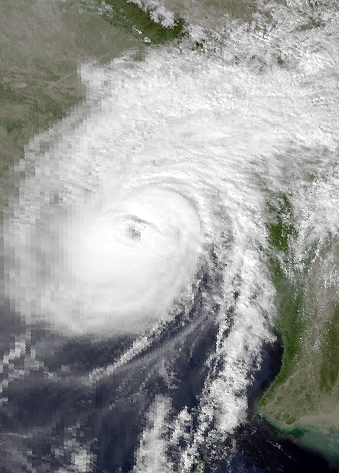
Tempestade Ciclônica Quatro Extremamente Grave

A temporada estava abaixo da média, com dois ciclones se formando e um atingindo a Índia. A temporada inclui uma Super Tempestade Ciclônica que foi a segunda temporada consecutiva com este tipo de tempestade.
- A Tempestade Ciclônica Extremamente Severa Quatro atingiu a terra sobre os Sunderbans na fronteira da Índia e Bangladesh e trouxe os piores danos para lá. Bengala Ocidental relatou 220-500 mortes associadas à tempestade e trouxe fortes chuvas sobre o nordeste da Índia. Mas a maioria dos danos ocorreu em Bangladesh.

#### 1989

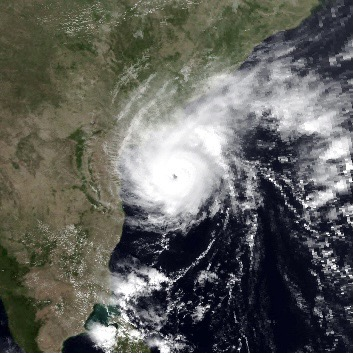
Ciclone Gay

A temporada estava abaixo da média com dois ciclones se formando e inclui um ciclone entrando na bacia do Oceano Pacífico Ocidental, totalizando três ciclones. Destes, todos desembarcaram na Índia. Foi a primeira vez que houve uma tempestade super ciclônica desde 1977 e foi a primeira consecutiva a ter uma tempestade super ciclônica.
- A tempestade ciclônica severa BOB 01 atingiu Odisha no mês de maio e trouxe fortes chuvas matando 70 pessoas. Seus efeitos foram sentidos até o Nepal.
- A tempestade ciclônica BOB 05 atingiu Visakhapatnam no mês de outubro, tornando-se a tempestade mortal que matou cerca de 600 pessoas em inundações em várias áreas de Andra Pradexe, Telangana, Maharashtra e Karnataka. Seus remanescentes seguiram até o Mar Arábico e mantiveram sua circulação sem nenhuma regeneração por lá.
- A tempestade superciclônica Gay entrou na bacia do Oceano Pacífico Ocidental, que se tornou o cruzamento mais forte da bacia do Indo-Pacífico desde que registros confiáveis começaram em 1891 como um ciclone equivalente de categoria 2. Já trouxe danos mortais e catastróficos para a Tailândia como um tufão de categoria 3. Ele trouxe ventos com força de furacão sobre as ilhas Andaman e Nicobar pela primeira vez. A próxima vez que houve ventos com força de furacão sobre as ilhas foi em 2013 pelo ciclone Lehar. Em sua existência sobre a Baía de Bengala, intensificou-se ainda mais para uma tempestade superciclônica e um ciclone equivalente de categoria 5. Logo chegou à terra firme sobre Kavali em Andra Pradexe em sua imensa força e seus remanescentes foram rastreados até a costa de Gujarat. Mas a interação terrestre fez com que a tempestade se dissipasse naquele momento. 65 pessoas morreram na Índia associadas à tempestade.

### Década de 1990

#### 1990

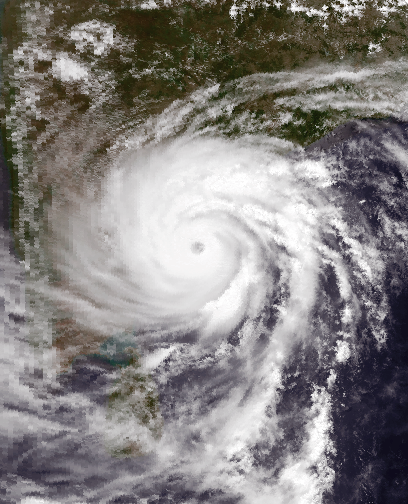
Tempestade Super Ciclônica BOB 01

A temporada estava abaixo da média, com três ciclones se formando com uma tempestade não oficial monitorada pelo JTWC, totalizando quatro ciclones, mas apenas um atingiu a Índia. Foi a terceira e última temporada consecutiva a ter uma Tempestade Super Ciclônica.
- A tempestade super ciclônica BOB 01 foi formada em 4 de maio de 1990. Ele atingiu a terra no equivalente a um ciclone tropical de categoria 3 em Andra Pradexe em 9 de maio. À medida que se movia para o interior, enfraqueceu e se dissipou em 10 de maio. O ciclone matou 967 pessoas e causou 600 milhões de dólares em danos. Foi a pior tempestade a atingir o sul da Índia na temporada pré-monção até o ciclone Laila em 2010.
- A depressão profunda BOB 07 formou-se no sul da Baía de Bengala, moveu-se para noroeste e atingiu o sul de Odisha em 3 de novembro. O sistema causou US$ 110 milhões em danos e 250 mortes.

#### 1991

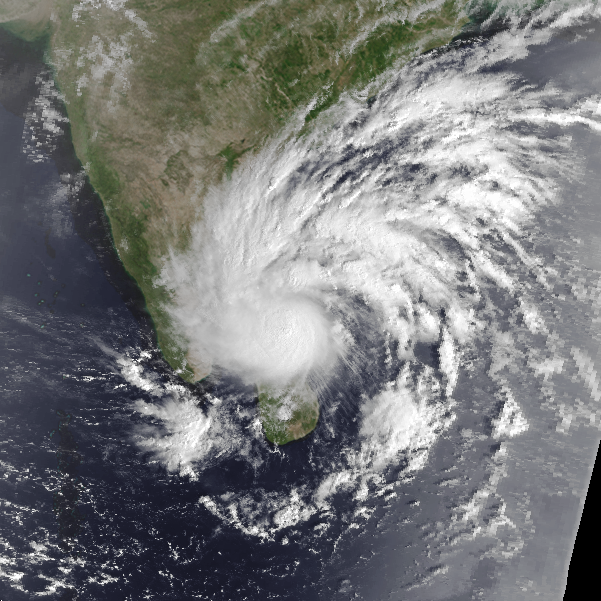
Tempestade Ciclônica BOB 08

A temporada estava acima da média, com cinco ciclones se formando junto com um ciclone monitorado pelo JTWC, totalizando seis ciclones, com cinco deles atingindo a Índia.
- Depressão BOB 04 formada em 21 de agosto. Aterrissou no mesmo dia no estado de Odisha e conseguiu manter sua intensidade até se dissipar em 26 de agosto.
- A Depressão BOB 05 se formou na Baía de Bengala em 21 de setembro. Atingiu Andhra Pradesh e se dissipou no dia seguinte.
- A Depressão BOB 07 se formou na Baía de Bengala em 28 de outubro. Aterrissou em Tâmil Nadu e se dissipou em 30 de outubro.
- A tempestade ciclônica BOB 08 foi formada em 9 de novembro. Atingiu o estado de Tâmil Nadu em 15 de novembro e se dissipou no dia seguinte. O ciclone matou 40 pessoas devido às inundações. 48 cm de chuva caiu em Karaikal.

#### 1992

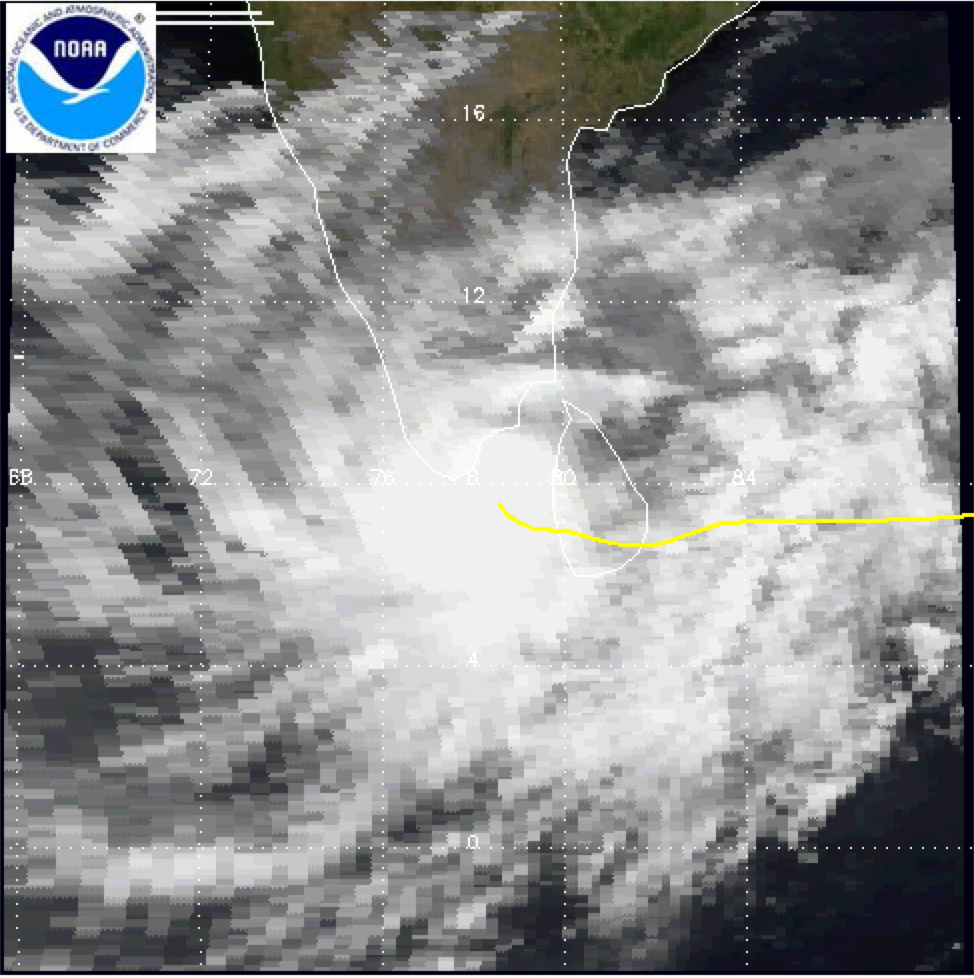
Tempestade Ciclônica Grave BOB 07

A temporada foi acima da média, com sete ciclones se formando e apenas um atingindo a Índia. Anteriormente, foi uma das temporadas de ciclones do norte do Oceano Índico mais ativas já registradas, mas atualmente empatada com as temporadas de 2018 e 2019 como a mais ativa de todos os tempos.
- Depressão Profunda BOB 02 foi formado em 17 de junho e atingiu Odisha mais tarde naquele dia. A tempestade matou 41 pessoas.
- Depressão Profunda BOB 03 foi formado em 24 de julho, uma data rara para a formação de um ciclone. Aterrissou em 26 de julho. Mais tarde, dissipou-se para o interior.
- Depressão Profunda BOB 04 foi formado em 6 de outubro. Ele se moveu para o oeste e atingiu a Índia com essa intensidade e se dissipou no dia 9. No total, matou 98 pessoas.
- A tempestade ciclônica severa BOB 07 entrou na bacia em 8 de novembro. Após o landfall no Sri Lanka, intensificou-se em uma severa tempestade ciclônica. Ele finalmente atingiu a costa como uma tempestade tropical na Índia no dia 17. O ciclone matou pelo menos 263 pessoas e causou US $ 69 milhões (1992 USD) em danos.

#### 1993

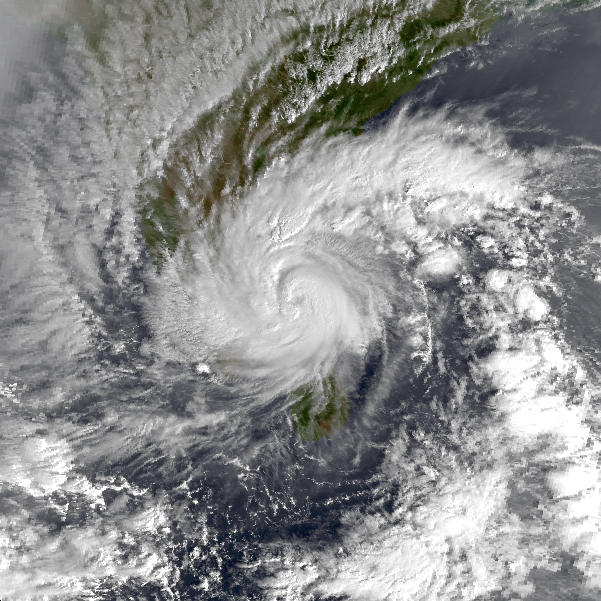
Tempestade Ciclônica Extremamente Severa BOB 02

A temporada estava abaixo da média, com apenas dois ciclones se formando com ambos atingindo a Índia. A temporada foi menos ativa em toda a bacia do Oceano Índico Norte porque, no geral, apenas quatro sistemas se formaram.
- A tempestade ciclônica muito severa ARB 01/02 se formou como uma depressão no sudoeste da Índia em 8 de novembro. Como uma depressão, atingiu o sudoeste da Índia e moveu-se para noroeste, intensificando-se em uma tempestade ciclônica muito severa. Dissipou-se perto do noroeste da Índia. Seu desembarque como uma depressão causou 35 mortes.
- A tempestade ciclônica extremamente severa BOB 02 se formou na Baía de Bengala em 1 de dezembro. O sistema moveu-se gradualmente para o sudeste da Índia, atingindo a terra como uma tempestade ciclônica extremamente severa (ciclone de categoria 1) em 4 de dezembro. Dissipou-se no mesmo dia. O sistema causou US$ 216 milhões (US$ 1993) em danos e matou 70 pessoas.

#### 1994

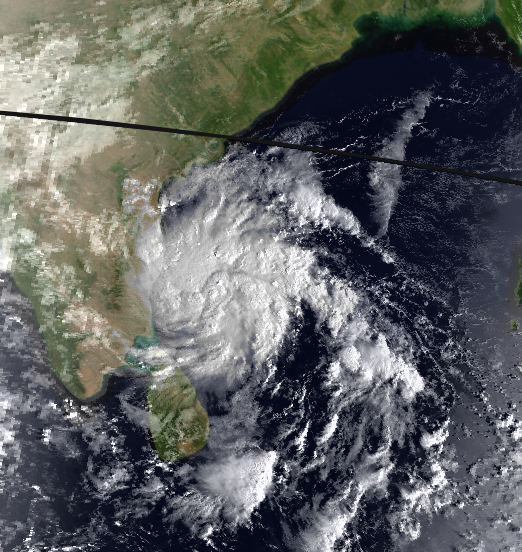
Tempestade Ciclônica Grave BOB 03

A temporada estava quase normal, com quatro ciclones se formando e dois atingindo a Índia.
- A tempestade ciclônica severa BOB 03 foi formada em 29 de outubro. No dia seguinte, o IMD atualizou a tempestade para uma tempestade ciclônica severa. No início de 31 de outubro, o sistema atingiu a costa perto de Chenai, no sudoeste da Índia. Dissipou-se no mesmo dia. A tempestade matou 304 pessoas e causou US $ 115 milhões (1994 USD) em danos.

#### 1995

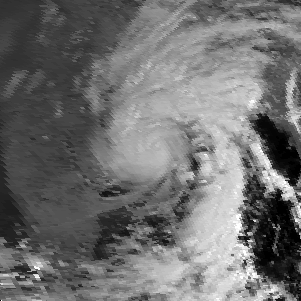
BOB 06 em sua intensidade máxima

A temporada estava acima da média, com seis ciclones se formando e três atingindo a Índia e um ameaçando a costa.
- A tempestade ciclônica BOB 05 atingiu a costa de Bengala Ocidental no mês de outubro e trouxe fortes chuvas para lá. 50 cm de chuva caiu em Malda associada à tempestade.
- A tempestade ciclônica muito severa BOB 06 atingiu a terra perto da fronteira de Andra Pradexe e Odisha e trouxe chuvas generalizadas para lá. 73 pessoas foram mortas pela tempestade e seus restos levaram à tempestade de neve mortal e avalanche no Nepal matando 200 pessoas, totalizando 290 mortes. Os danos da tempestade foram de US $ 40 milhões.

#### 1996

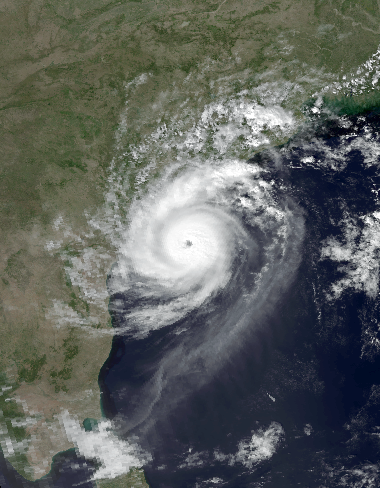
Tempestade Ciclônica Muito Severa BOB 05

A temporada estava acima da média, com cinco ciclones se formando com dois desembarques indianos e um ameaçando a costa da Índia.
- A tempestade ciclônica BOB 02 se formou em um local muito raro para o mês de junho no sudeste da Baía de Bengala. Contornou as costas de Tâmil Nadu e Andra Pradexe até 45 km de Nelore e desembarcou em Visakhapatnam. Chenai registrou sua maior precipitação de junho de 35 cms. em um único dia. Total de 120 mortes foram relatadas na Índia devido à tempestade.
- A tempestade ciclônica severa ARB 01 atingiu a terra firme em Gujarat no mês de junho e trouxe danos consideráveis para lá. 48 pessoas morreram devido à tempestade.
- A tempestade ciclônica severa ARB 02 rastreou um caminho mais raro no norte do Oceano Índico já registrado. Fazendo seu primeiro desembarque perto de Sriharikota como uma área de baixa pressão bem marcada e, em seguida, intensificando-se ainda mais ao chegar ao Mar da Arábia para se tornar uma tempestade ciclônica severa fazendo um loop na costa de Gujarat e depois se movendo em direção à Somália na direção sudoeste. Causou os piores danos à região de Rayalaseema, em Andra Pradexe, matando 388 pessoas.
- A tempestade ciclônica muito severa BOB 05 atingiu Kakinada no mês de novembro como um ciclone tropical equivalente de categoria 4 com velocidade do vento de 215 km/h. Ele trouxe danos catastróficos ao estado matando 1.077 pessoas, que se tornou o ciclone mais mortal do ano em todo o mundo. Foi a pior tempestade para o estado desde 1990 o ciclone Andhra Pradesh.
- A tempestade ciclônica muito severa BOB 06 fez uma rara e longa volta de quatro dias no oceano antes de atingir Tâmil Nadu no mês de dezembro. 7 pessoas morreram devido à tempestade e os danos foram menores do que o esperado.

#### 1997

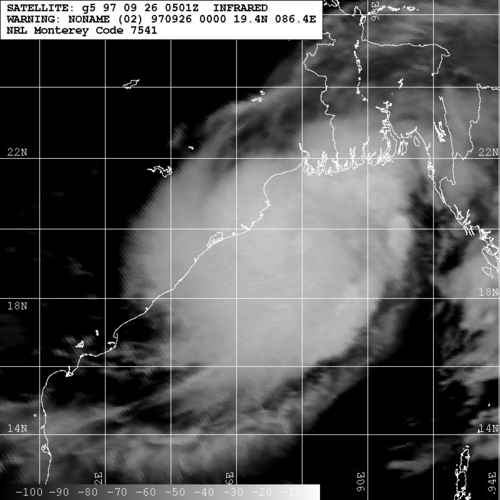
BOB 07 perto da Costa de Odisha

A temporada estava abaixo da média com dois ciclones se formando e inclui a tempestade tropical Linda que entrou na bacia do Oceano Pacífico Ocidental e uma tempestade não oficial monitorada pelo JTWC fazendo um total de quatro ciclones. Mas nem mesmo um único ciclone atingiu a Índia, apesar da temporada ser no El Niño. Mas um ameaçou a costa.
- A severa tempestade ciclônica BOB 07 contornou as costas de Odisha e Bengala Ocidental antes de atingir Bangladesh. Suas bandas externas trouxeram chuvas na Índia. Os danos à Índia foram relativamente menores.

#### 1998
A temporada estava 

#### 1999

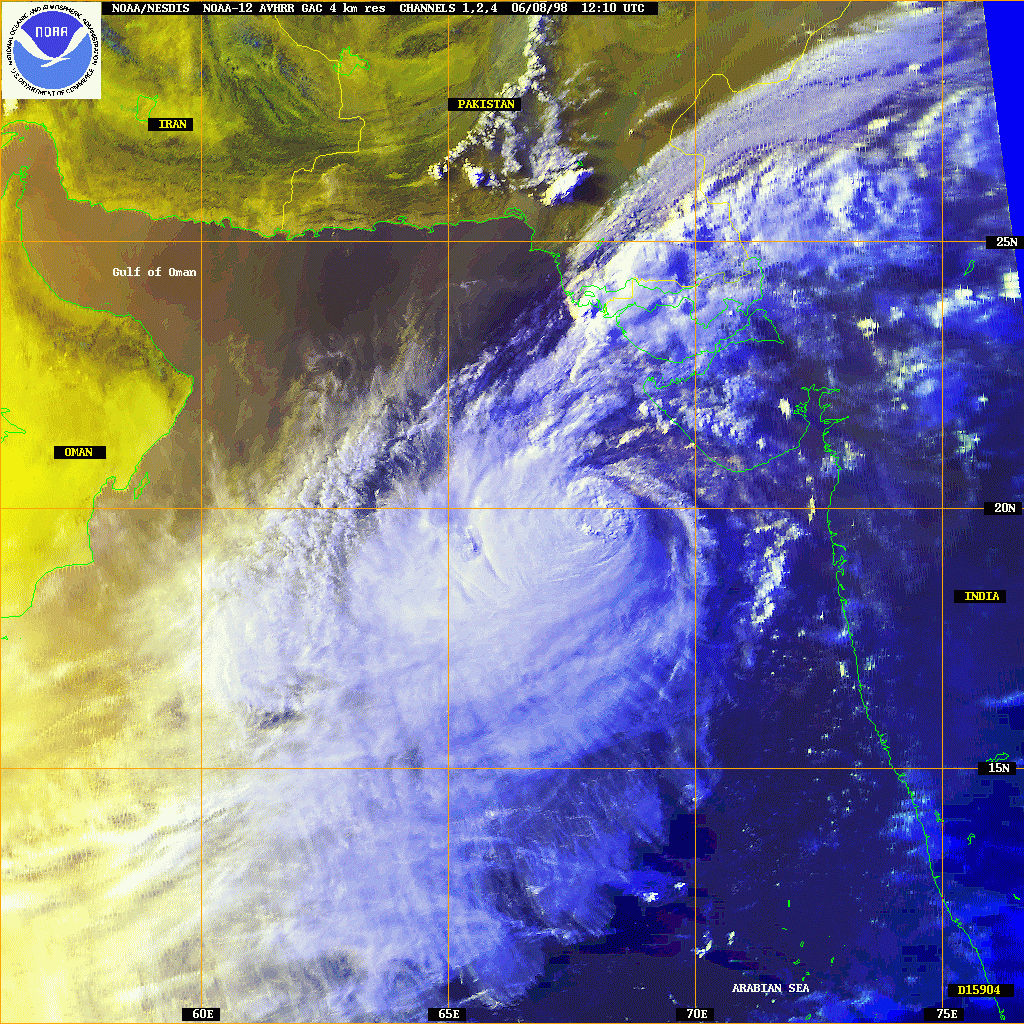
Tempestade Ciclônica Extremamente Grave ARB 02

A temporada estava quase normal, com quatro ciclones se formando e dois atingindo a Índia. A temporada inclui o ciclone mais intenso já registrado na bacia do Oceano Índico Norte.
- A tempestade ciclônica extremamente severa ARB 01 afetou a Índia junto com o Paquistão. A intensidade máxima do vento da tempestade foi de 195 km/h (121 mph) e a pressão mínima foi de 946 hPa (27,9 inHg).[26]
- A tempestade tropical 03B afetou o leste da Índia e seu relatório de danos e mortes é desconhecido. Foi monitorado não oficialmente pelo JTWC.
- A depressão profunda BOB 02 foi formada em 17 de junho e atingiu Berhampur, no entanto, foi considerada uma depressão de monção pelo IMD.
- Deep Depression BOB 03 foi formado em 27 de julho, que era uma depressão fraca com danos mínimos.
- A depressão BOB 04 foi formada em 6 de agosto e atingiu o estado de Odisha.
- A tempestade ciclônica extremamente severa BOB 05 e a tempestade superciclônica BOB 06 fizeram back-to-back sobre Odisha no mês de outubro matando mais de 15.000 pessoas. Este último continua sendo o ciclone mais poderoso a se formar em toda a bacia do Oceano Índico Norte já registrado, com velocidade do vento de 260 km/h (160 mph) e 912 hPa (26,9 inHg).

### Década de 2000

#### 2000

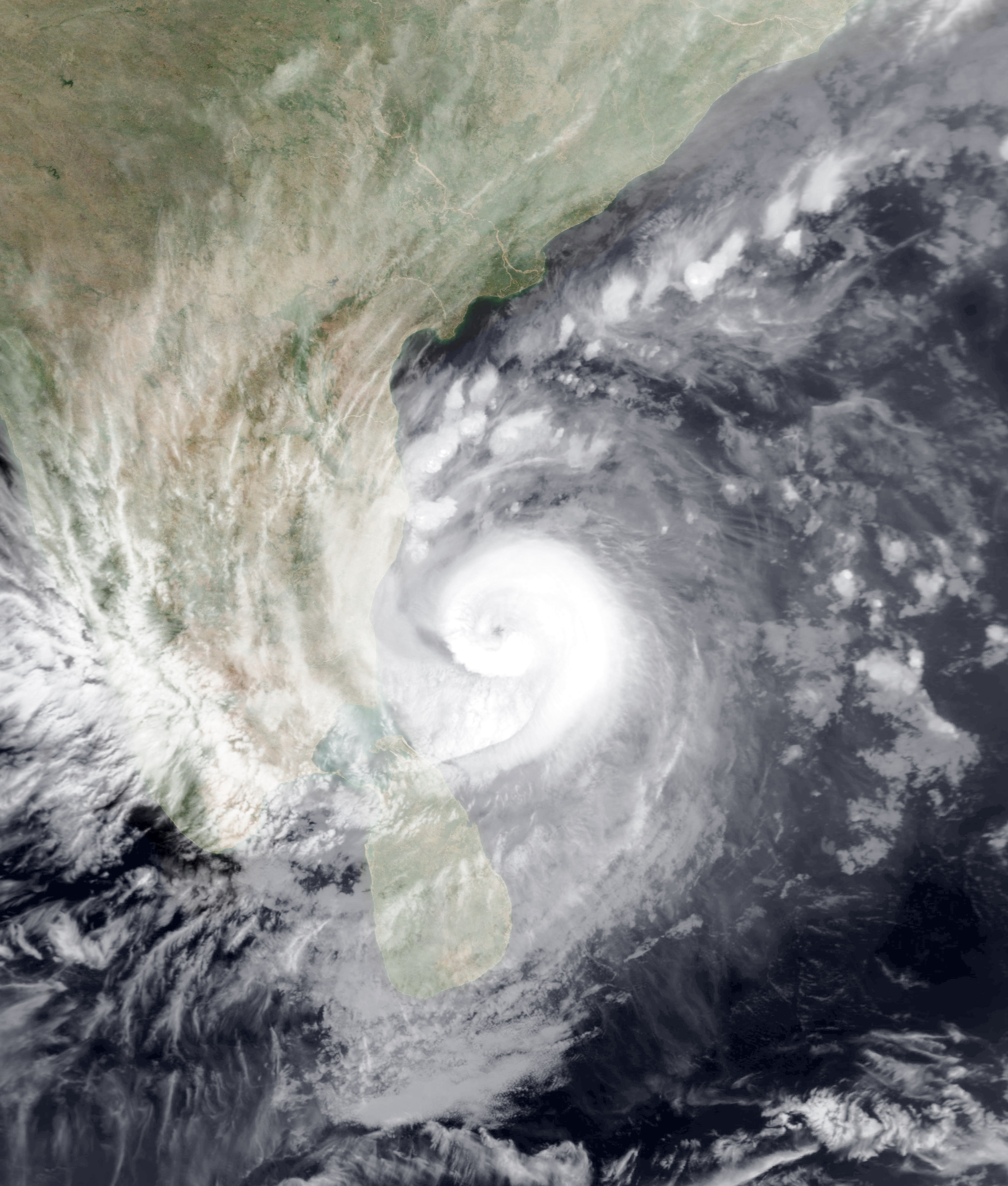
Tempestade Ciclônica Extremamente Severa BOB 05

A temporada estava abaixo do normal com três ciclones se formando com um atingindo a Índia. Outra tempestade ameaçou a costa da Índia. Foi a última temporada a ter ciclones sem nome na bacia do norte do Oceano Índico.
- A Depressão BOB 02 impactou Andra Pradexe e causou inundações maciças e generalizadas e destruição de plantações.
- A tempestade ciclônica BOB 03 se formou em 15 de outubro e se dissipou antes de atingir a terra firme. Os restos trouxeram fortes chuvas em Andhra Pradesh e resultaram na morte de 100 filhotes de pelicanos.
- A tempestade ciclônica BOB 04 atingiu a terra firme em Bangladesh e trouxe fortes chuvas para o nordeste da Índia
- A tempestade ciclônica extremamente severa BOB 05 atingiu Tâmil Nadu em 29 de novembro, resultando em 12 mortes e trouxe chuvas generalizadas.
- A tempestade ciclônica extremamente severa BOB 06 trouxe chuvas fortes para o sul da Índia e os danos foram mínimos.

#### 2001

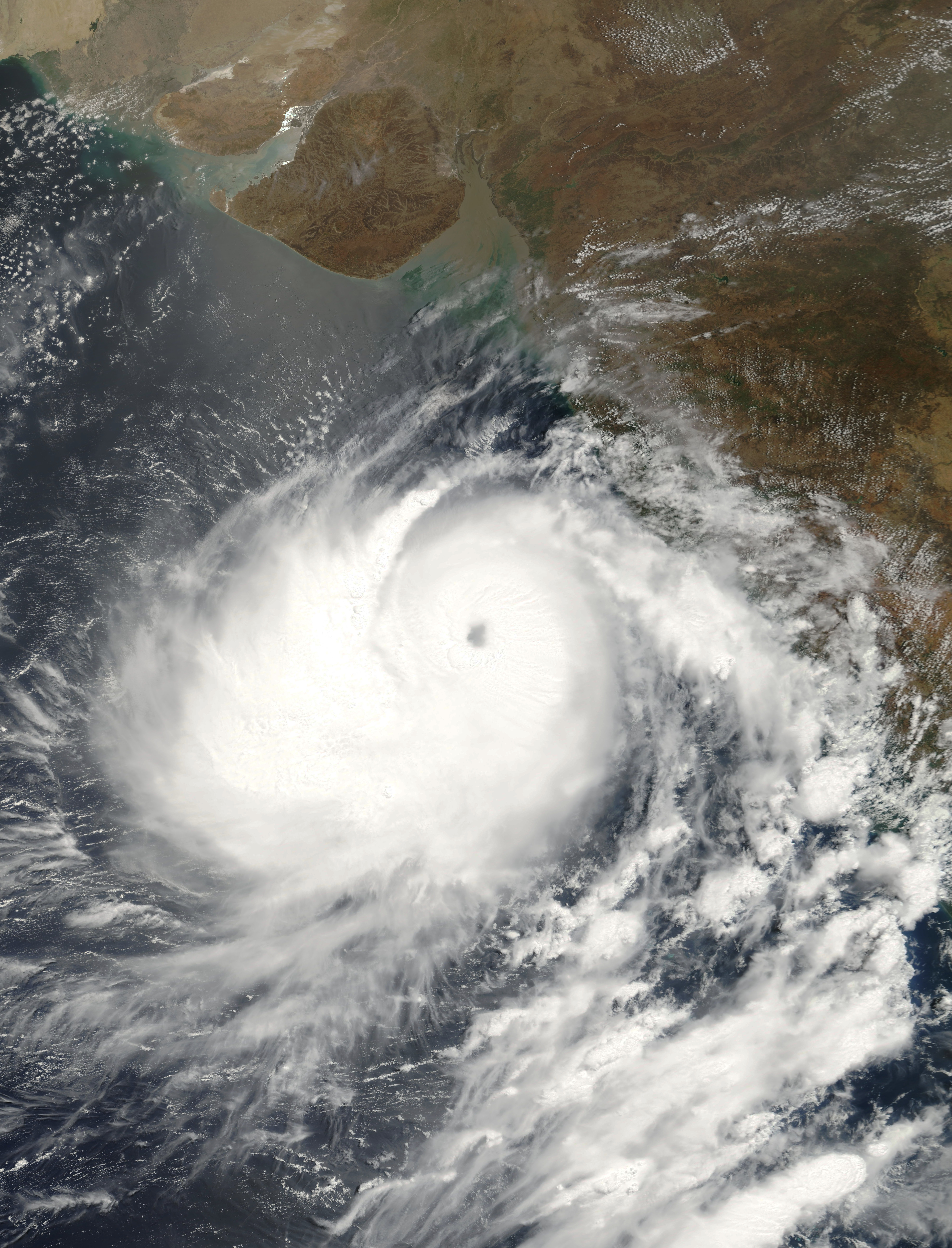
Tempestade Ciclônica Extremamente Grave ARB 01

A temporada foi acima da média com quatro ciclones se formando com uma tempestade tropical Vamei entrando do Oceano Pacífico Ocidental, totalizando cinco ciclones. Mas apenas um atinge a Índia e outro ameaça a costa acima da média, com seis ciclones se formando, dois ati.
- A tempestade ciclônica extremamente severa ARB 01 se formou no Mar da Arábia em 21 de maio e impactou o estado indiano de Gujarat como uma tempestade de enfraquecimento. Os danos foram mínimos, mas teme-se que cerca de 1.000 pescadores tenham se perdido na tempestade.[27]
- As tempestades ciclônicas ARB 02 e 03 trouxeram chuvas consideráveis sobre Gujarat, mas os danos foram mínimos.
- A depressão BOB 01 atingiu a costa perto de Paradip em 12 de junho. Caiu fortes chuvas em seu caminho
- A tempestade ciclônica BOB 02 formou-se em 14 de outubro na Baía de Bengala e atingiu a costa perto de Nelore. Enquanto se movia em terra, a tempestade causou fortes chuvas em Andhra Pradesh e se estendeu até Tamil Nadu, causando inundações em algumas áreas pela primeira vez em 40 anos. Também causou as piores inundações em Kadapa, matando mais de 100 pessoas.
- A Depressão BOB 03 também afetou a Índia Oriental. Foram registrados 150mm de chuva em Paradip.

#### 2002

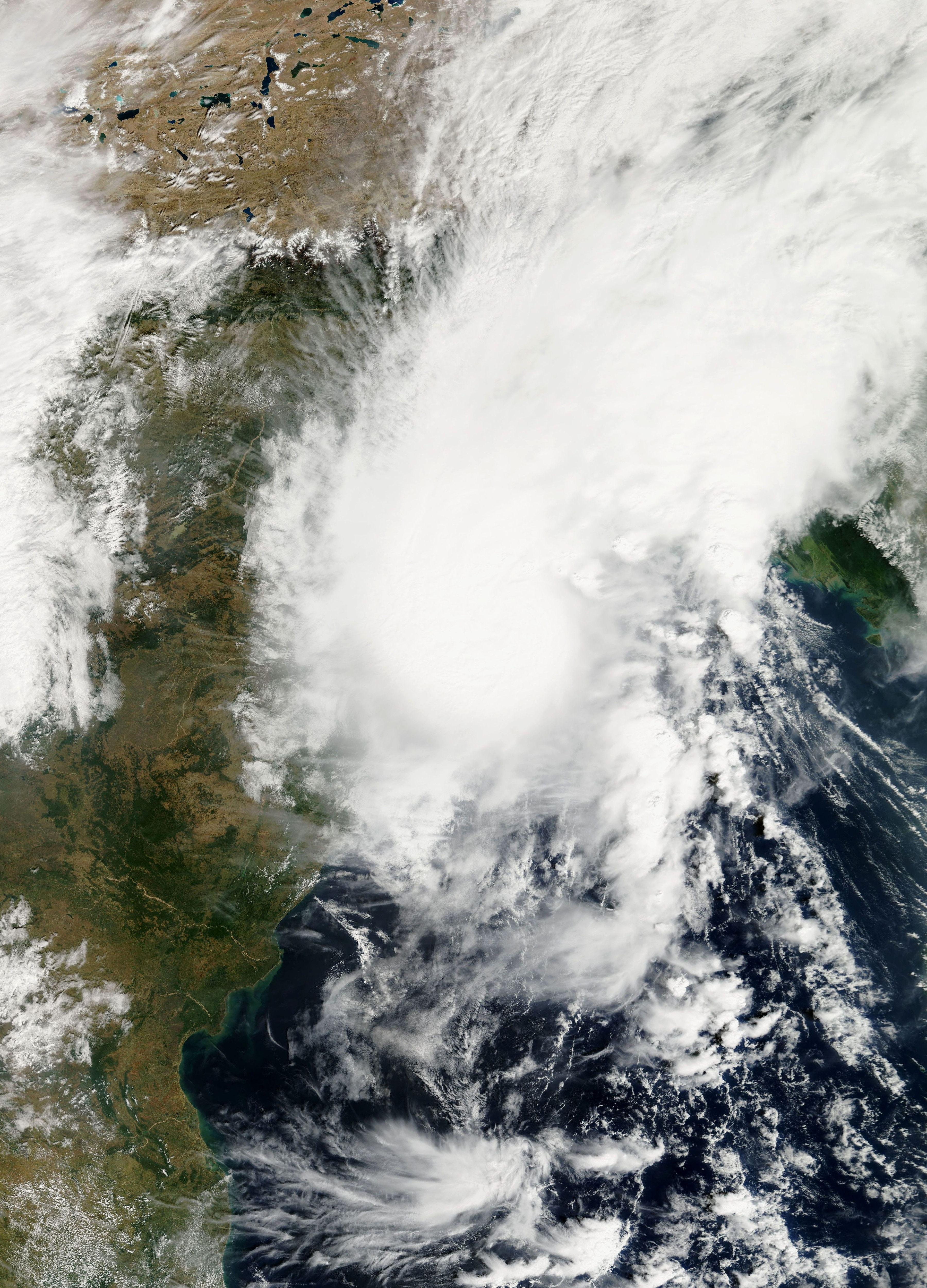
Tempestade Ciclônica Grave BOB 03

A temporada estava quase normal, com quatro ciclones se formando e três atingindo a Índia. Esta temporada foi a primeira vez em que não houve ciclones intensificados além da Tempestade Ciclônica. A outra temporada a fazê-lo foi 2012.
- A Depressão BOB 02 se formou em 23 de outubro e permaneceu quase estacionária perto da costa de Andhra Pradesh. Causou chuvas no leste da Índia e nenhum dano foi relatado.[28][29][30]
- A tempestade ciclônica severa BOB 03 atingiu Bengala Ocidental em 12 de novembro, resultando em 173 mortes. Causou danos ao Bangladesh e à Índia.

#### 2003

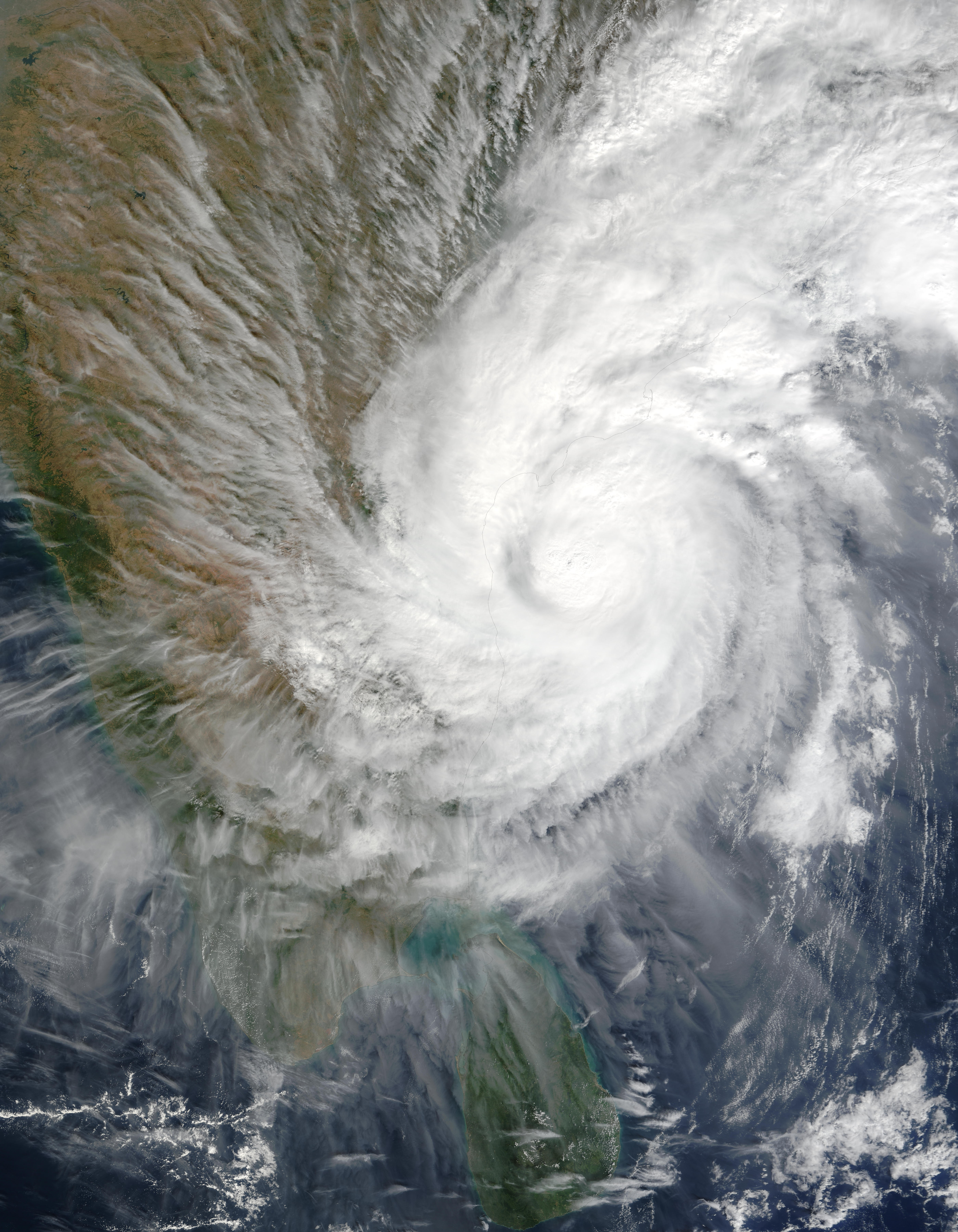
BOB 07 prestes a aterrissar

A temporada estava abaixo do normal com três ciclones se formando com um atingindo a Índia. Outra tempestade ameaçou a costa da Índia. Foi a última temporada a ter ciclones sem nome na bacia do norte do Oceano Índico.
- A tempestade ciclônica muito severa BOB 01 trouxe pouca chuva para as ilhas Andaman e Nicobar, mas piorou a condição da onda de calor no sul da Índia. Isso resultou em um surto mortal de onda de calor matando 1.500 pessoas ao se afastar da costa indiana e atingir Mianmar. Devido à onda de calor, Chenai registrou sua temperatura máxima mais alta no registro de 45 °C.
- A forte tempestade ciclônica BOB 07 atacou Diviseema em Andra Pradexe no mês de dezembro, causando chuvas generalizadas e danos às culturas agrícolas. 85 pessoas morreram devido às inundações associadas à tempestade.

#### 2004

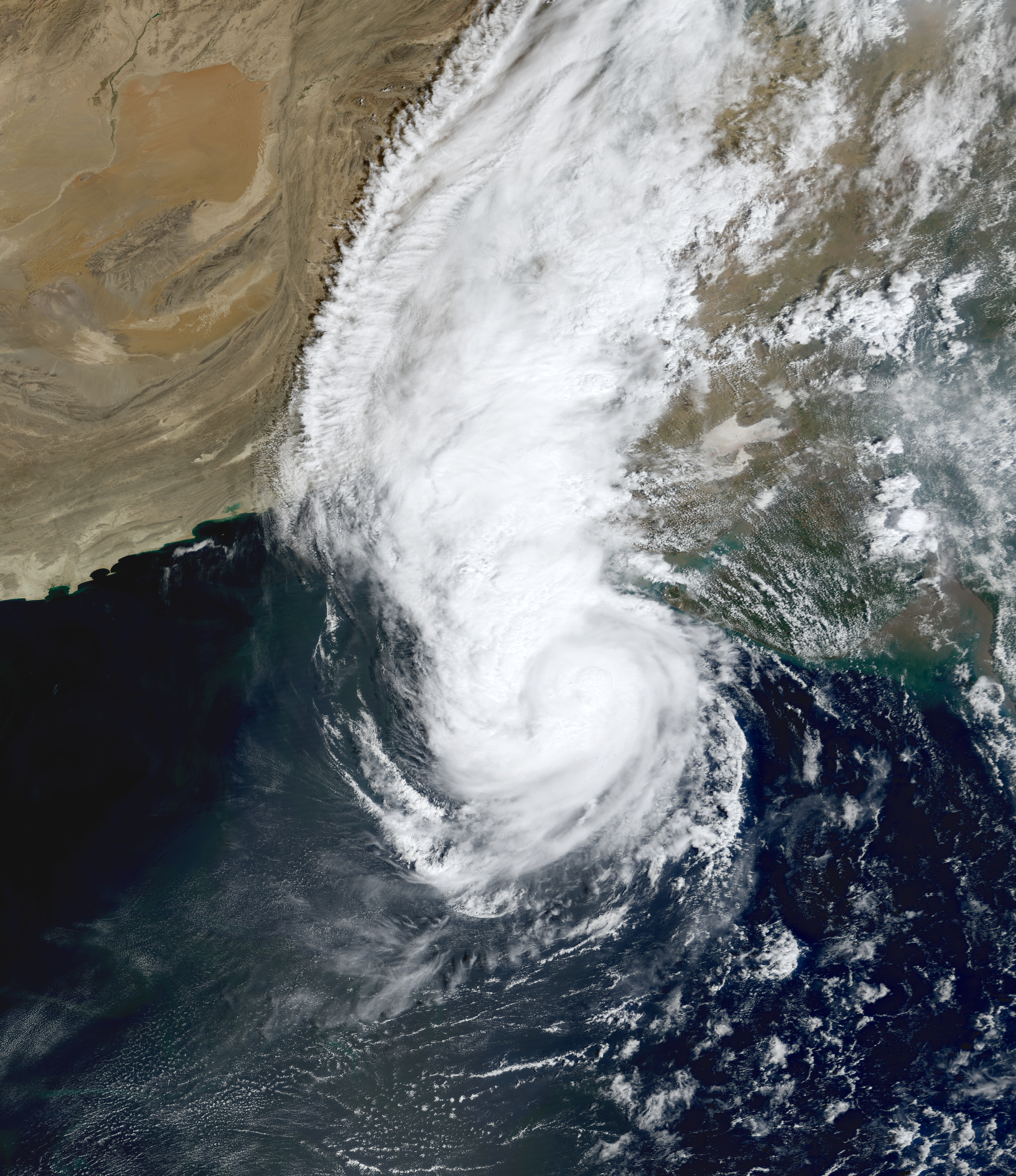
Ciclone Onil

A temporada estea quase normal, com quatro ciclones se formando e nem mesmo um único ciclone atingindo a Índia. Mas dois ciclones ameaçaram a costa da Índia. A temporada foi a primeira vez em que a nomeação de tempestades sobre a bacia do norte do Oceano Índico começou com o ciclone Onil formado no mês de setembro.
- A tempestade ciclônica severa ARB 01 trouxe fortes chuvas sobre Kerala, Karnataka e Goa, que mais tarde se tornou o primeiro ciclone a ameaçar diretamente Kerala desde que os registros começaram em 1891. Também trouxe chuvas torrenciais sobre as Ilhas Lakshadweep e matou 9 pessoas. 230 cm de chuva caiu sobre a ilha de Amindivi, que se tornou a segunda tempestade mais úmida na bacia do norte do Oceano Índico e a 15ª tempestade mais úmida em todo o mundo já registrada.
- A tempestade ciclônica severa Onil tornou-se a primeira tempestade nomeada na bacia do norte do Oceano Índico registrada, que se formou no mês de setembro. Contornou a costa de Gujarat e trouxe chuvas consideráveis para lá. Teme-se que cerca de 900 pescadores tenham perdido na tempestade. Trouxe poucos danos ao vizinho Paquistão.

#### 2005

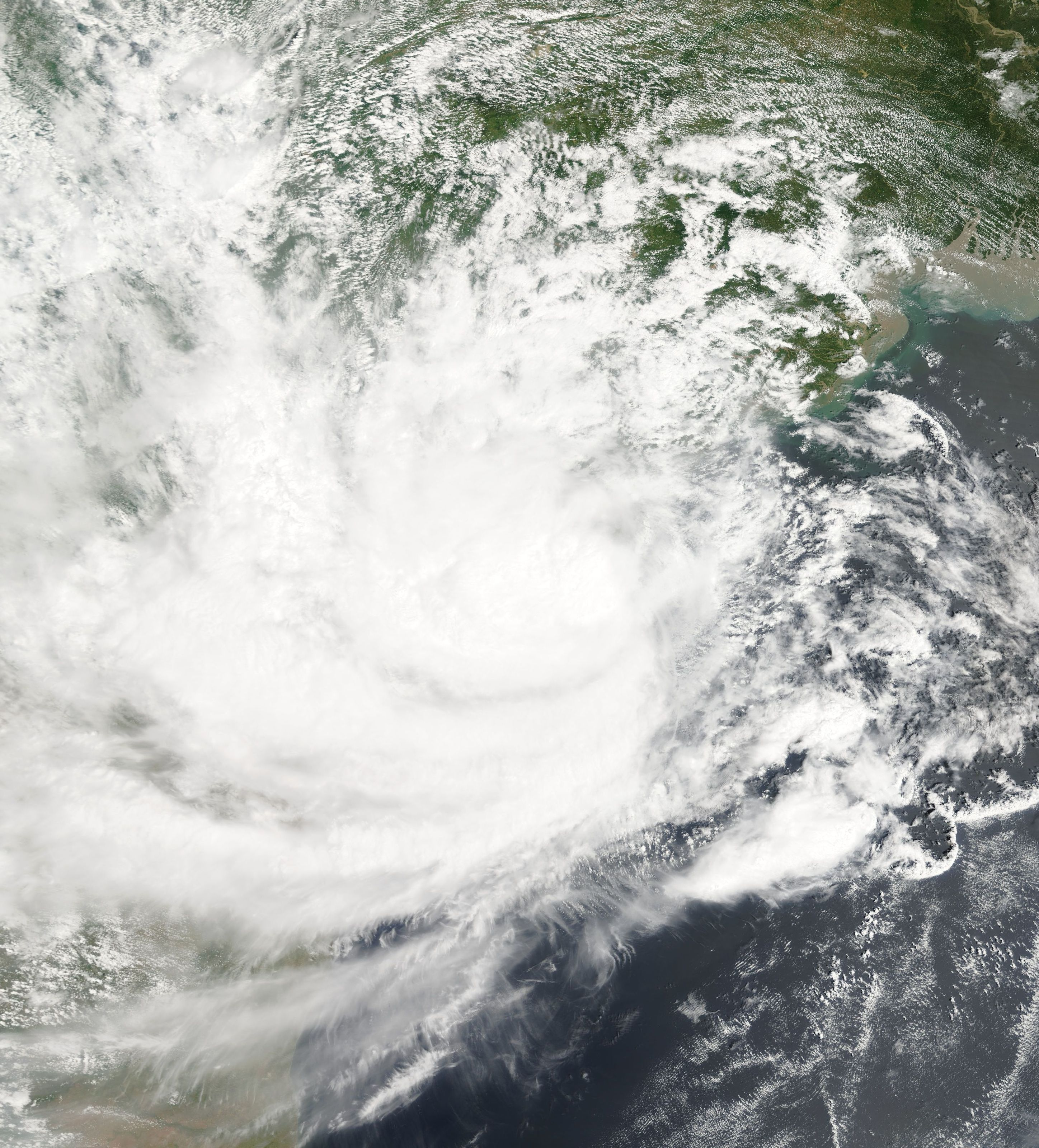
Ciclone Pyarr

A temporada estava quase normal, com quatro ciclones se formando e três atingindo a Índia. Esta temporada foi a primeira vez em que não houve ciclones intensificados além da Tempestade Ciclônica. A outra temporada a fazê-lo foi 2012.
- A tempestade ciclônica Pyarr rastreou um caminho raro de nordeste a sudoeste no mês de setembro na Baía de Bengala e atingiu Kalingapatnam em Andra Pradexe. Matou 65 pessoas em Andhra e Odisha adjacente.
- A tempestade ciclônica Baaz e a tempestade ciclônica Fanoos atingiram a costa de Tâmil Nadu e a vizinha Puducherry, que trouxe chuvas generalizadas para lá. O ciclone Baaz matou 11 pessoas, mas os danos causados pelo ciclone Fanoos e Baaz foram mínimos. Houve danos nas culturas agrícolas também.

#### 2006

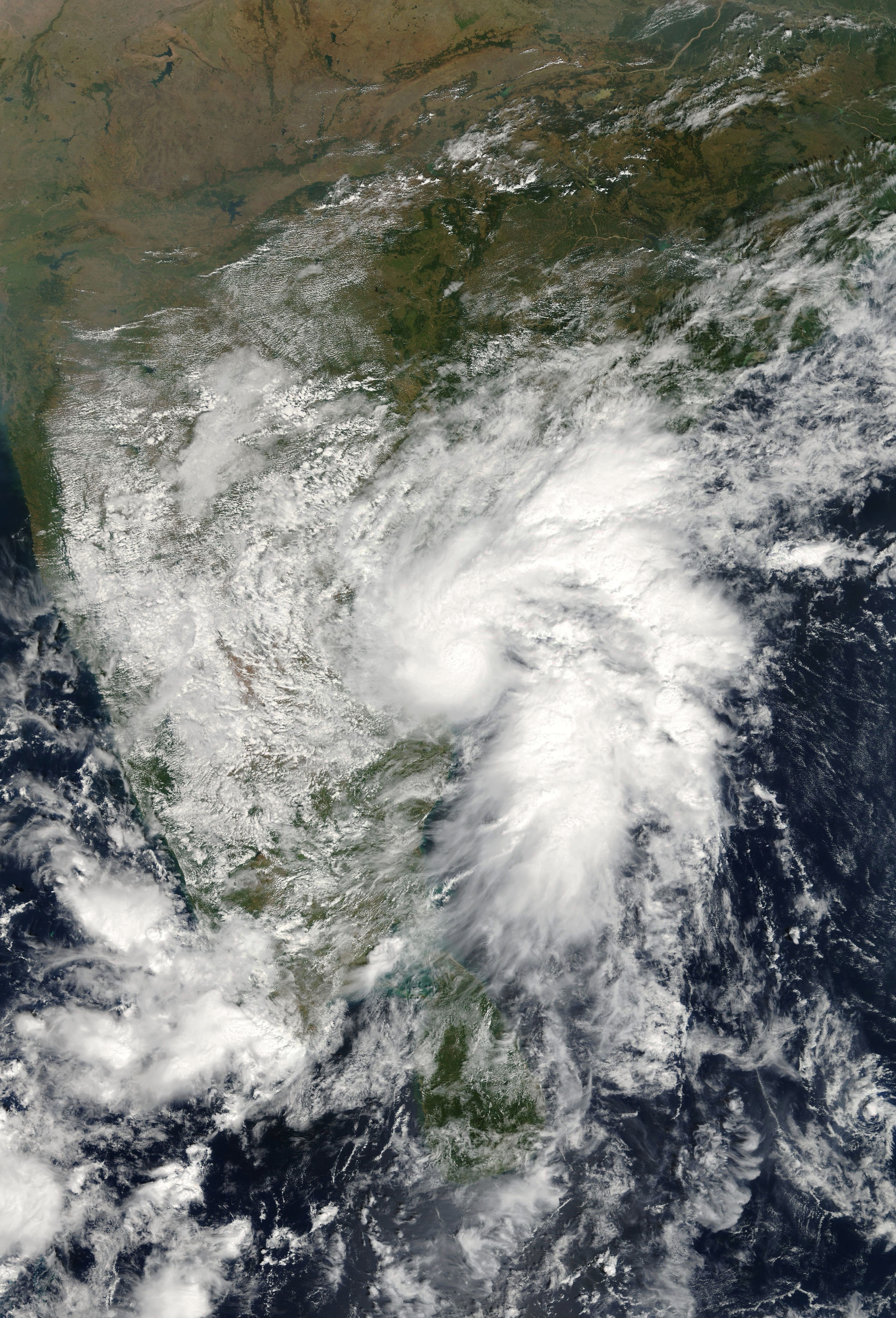
Ciclone Ogni

Esta temporada foi o quarto ano consecutivo de atividade acima da média, com cinco ciclones se formando e três atiacima da média, com seis ciclones se formando, dois atingindo a Índia e um ameaçando a costa.
- A depressão profunda BOB 02 afetou o leste da Índia e os danos eram desconhecidos.[31]
- A severa tempestade ciclônica Mukda deu uma volta na costa de Gujarat no mês de setembro e trouxe chuvasacima da média, com seis ciclones se formando, dois ati consideráveis e benéficas.
- A tempestade ciclônica Ogni fez um recorde na bacia do norte do Oceano Índico como o menor ciclone já registrado com 85 quilômetros de diâmetro. Atingiu Ongole em Andra Pradexe em 29 de outubro e causou danos às plantações agrícolas.

#### 2007
A temporada estava quase normal, com a formação de quatro ciclones, mas a temporada não tem desembarque indiano. Mas as depressões formadas nesta temporada foram as mais mortais. Ele viu a primeira tempestade superciclônica na bacia desde 1999 e a primeira a registrar no Mar Arábico. Foi também a primeira vez a ter dois ciclones equivalentes de categoria 5 em média de um minuto em uma única temporada.
- A tempestade ciclônica Yemyin se formou na Baía de Bengala e atingiu Machilipatnam no mês de junho como uma profunda depressão e trouxe inundações generalizadas em Andra Pradexe, Telangana, Karnataka, Maharashtra e Gujarat, matando 150 pessoas. Isso ocorreu porque a tempestade manteve sua intensidade e atravessou o Mar Arábico, onde se intensificou ainda mais em uma tempestade ciclônica e trouxe danos catastróficos ao Paquistão, que foi o primeiro ciclone a atingir o país desde 1999.
- Depressões e Depressões Profundas BOB 04, 05, 06, 07, 08 que se formaram nos meses de julho a novembro trouxeram danos sobre a Índia matando muitas pessoas.
- A tempestade ciclônica extremamente severa Sidr resultou em uma falha de monção nordeste sobre Chenai e áreas adjacentes de South Karnataka, Rayalaseema e regiões costeiras de Andhra quando se afastou da Índia e atingiu Bangladesh no mês de novembro matando 15.000 pessoas, que se tornou o ciclone mais mortal do mundo para o ano 2007.

#### 2008

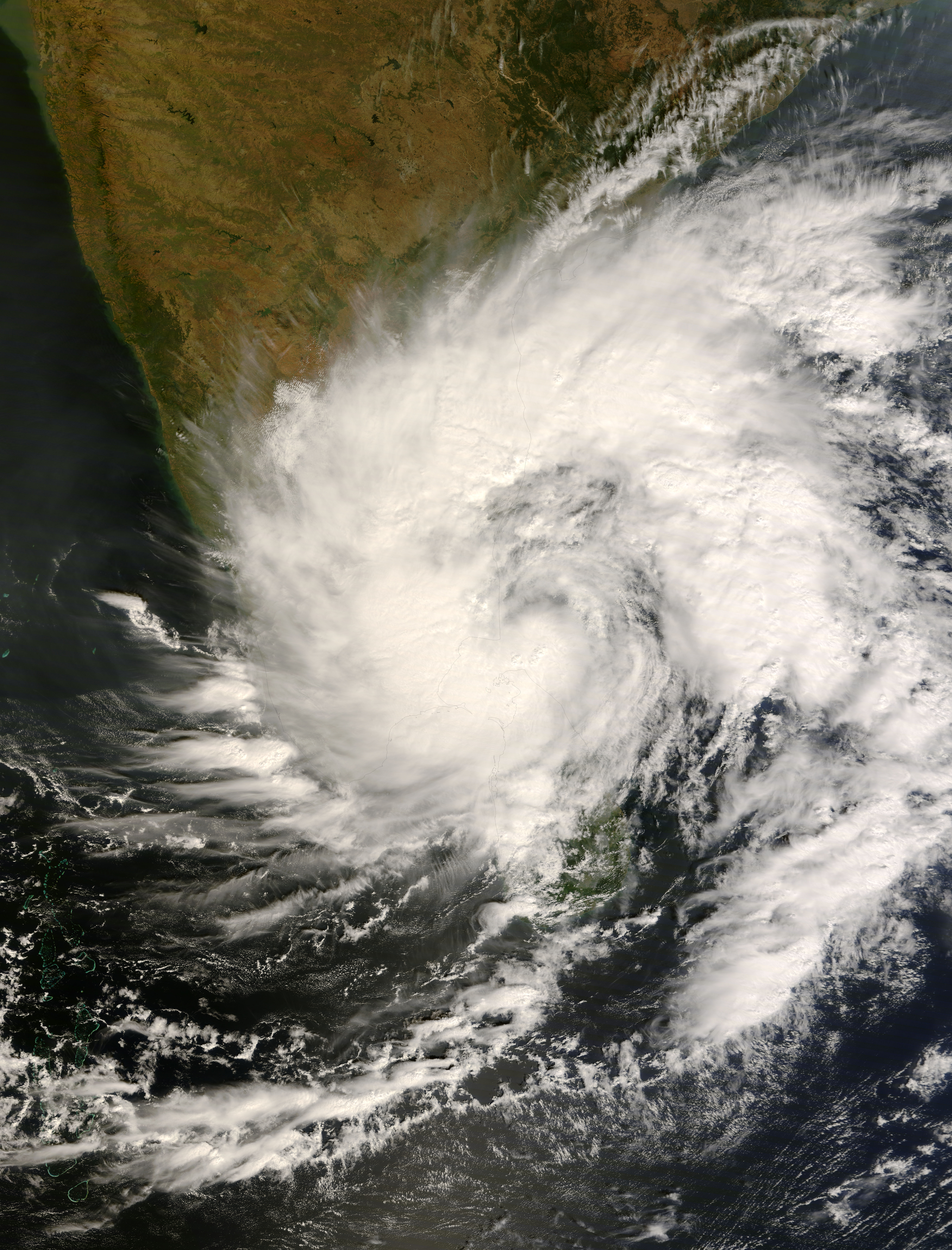
Ciclone Nisha quase a chegar a terra

Esta temporada foi o quarto ano consecutivo de atividade acima da média, com cinco ciclones se formando e três atingindo a Índia e um ameaçando a costa.
- A tempestade ciclônica Rashmi, depois de atingir a costa de Bangladesh, entrou na Índia e trouxe fortes chuvas e deslizamentos de terra mortais no nordeste da Índia, matando 20 pessoas nesses lugares.

- A tempestade ciclônica Khai-Muk atingiu Kavali em Andhra Pradesh trazendo fortes chuvas e danos severos às culturas agrícolas nos distritos costeiros de Andhra.
- A tempestade ciclônica Nisha atingiu Cuddalore no mês de dezembro e trouxe danos catastróficos sobre Tamil Nadu e Sri Lanka. Quase 200 pessoas foram mortas por esta tempestade e continua a ser a décima tempestade mais úmida na bacia do Oceano Índico já registrada. 69 cm de chuva caiu sobre a cidade de Orathanadu, no distrito de Thanjavur, que foi a maior precipitação de um dia de um ciclone no sul da Índia na época, superado pelo ciclone Phyan, que se formou no próximo ano.

#### 2009

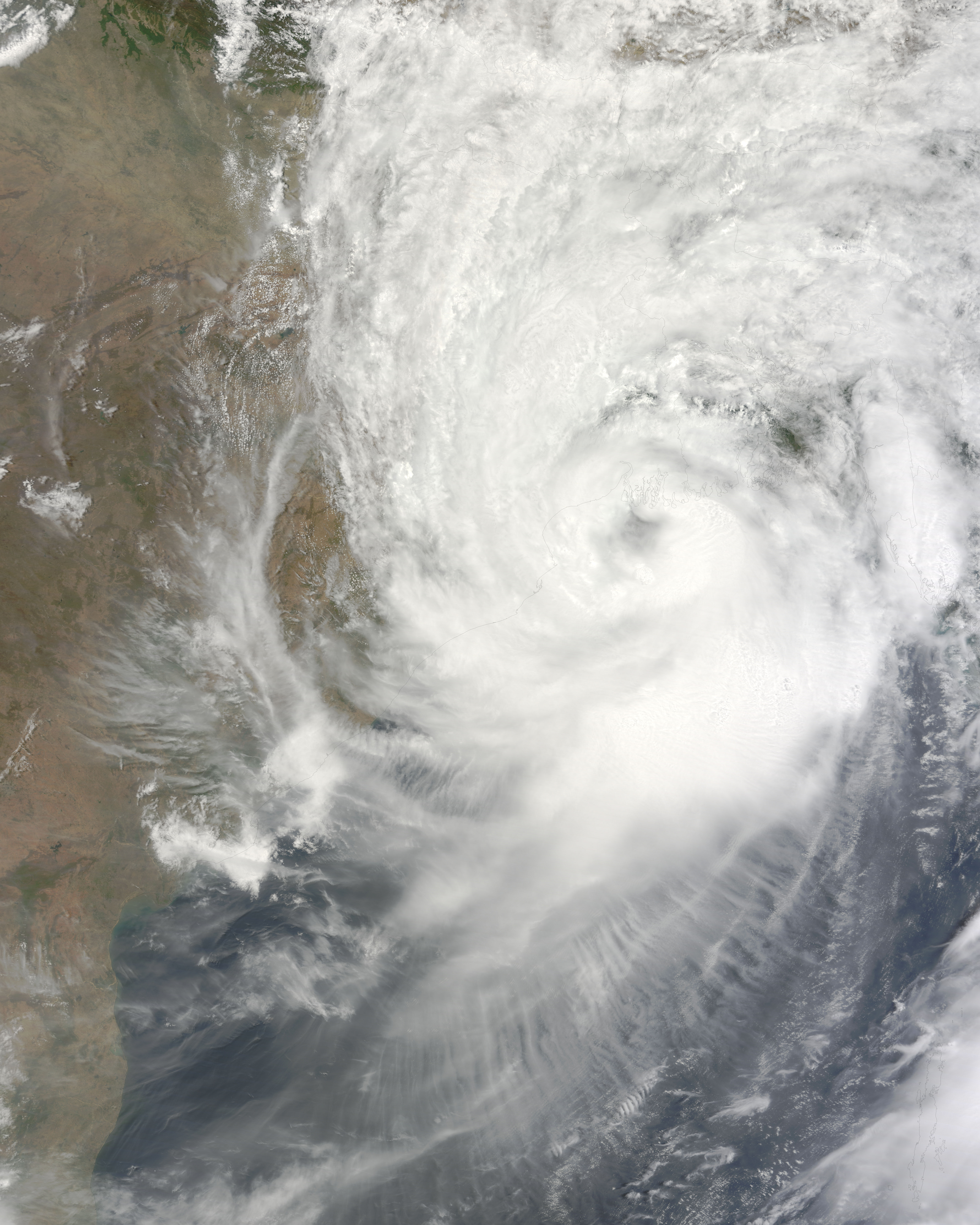
Ciclone Aila

A temporada estava quase normal, com quatro ciclones se formando, três afetando a Índia e um ameaçando a costa.
A tempestade ciclônica Bijli contornou a costa de Odisha e Bengala Ocidental no mês de abril, que mais tarde se tornou o nono ciclone tropical mais úmido da Índia.
- A tempestade ciclônica severa Aila se formou em 23 de maio e atingiu o estado de Bengala Ocidental em 25 de maio. Causou 149 mortes e mais de 100.000 pessoas ficaram desabrigadas e o custo dos danos foi de US$ 1 mil milhão.  Foi o pior ciclone depois do ciclone Sidr.[32]
- A Depressão ARB 01 se formou em 23 de junho e atingiu o estado de Gujarat. Ele matou nove pessoas devido a um raio.
- A depressão ARB 02 se formou em 25 de junho e atingiu o estado de Gujarat. Causou fortes chuvas.
- A depressão profunda BOB 03 formou-se em 20 de julho e atingiu Digha, Bengala Ocidental. Causou 43 mortes em Odisha.[33]

A Depressão Profunda BOB 04 formou-se em 4 de setembro e atingiu Digha. Uma pessoa teria se afogado devido à alta corrente do mar.
- A tempestade ciclônica Phyan se formou em 4 de novembro e atingiu a costa em Pune em Maharashtra. Tornou-se o quinto ciclone tropical mais úmido da Índia.[35]

### 2010s

#### 2010

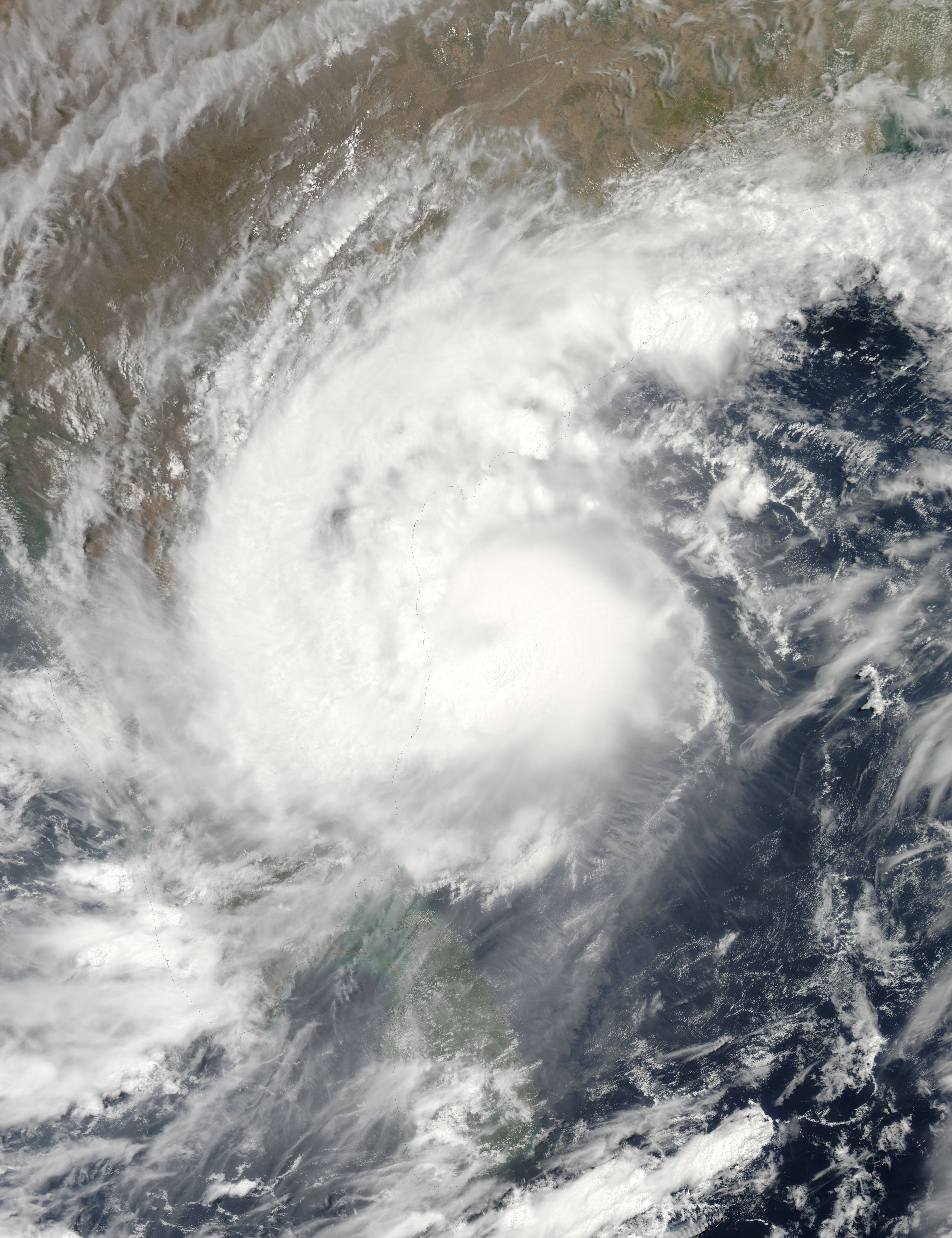
Ciclone Laila

A temporada foi acima da média com cinco ciclones se formando com dois desembarques indianos. A atividade acima da média foi influenciada pelo La Niñ.
- A Tempestade Ciclônica Severa Laila causou US$ 117 milhões em danos e 65 pessoas foram mortas. Foi o primeiro ciclone a atingir o sul da Índia durante a estação pré-monção em 20 anos.[36]

- A Tempestade Ciclônica Severa Jal atingiu Tamil Nadu e atingiu Chennai diretamente e trouxe danos consideráveis no mês de novembro.

#### 2011

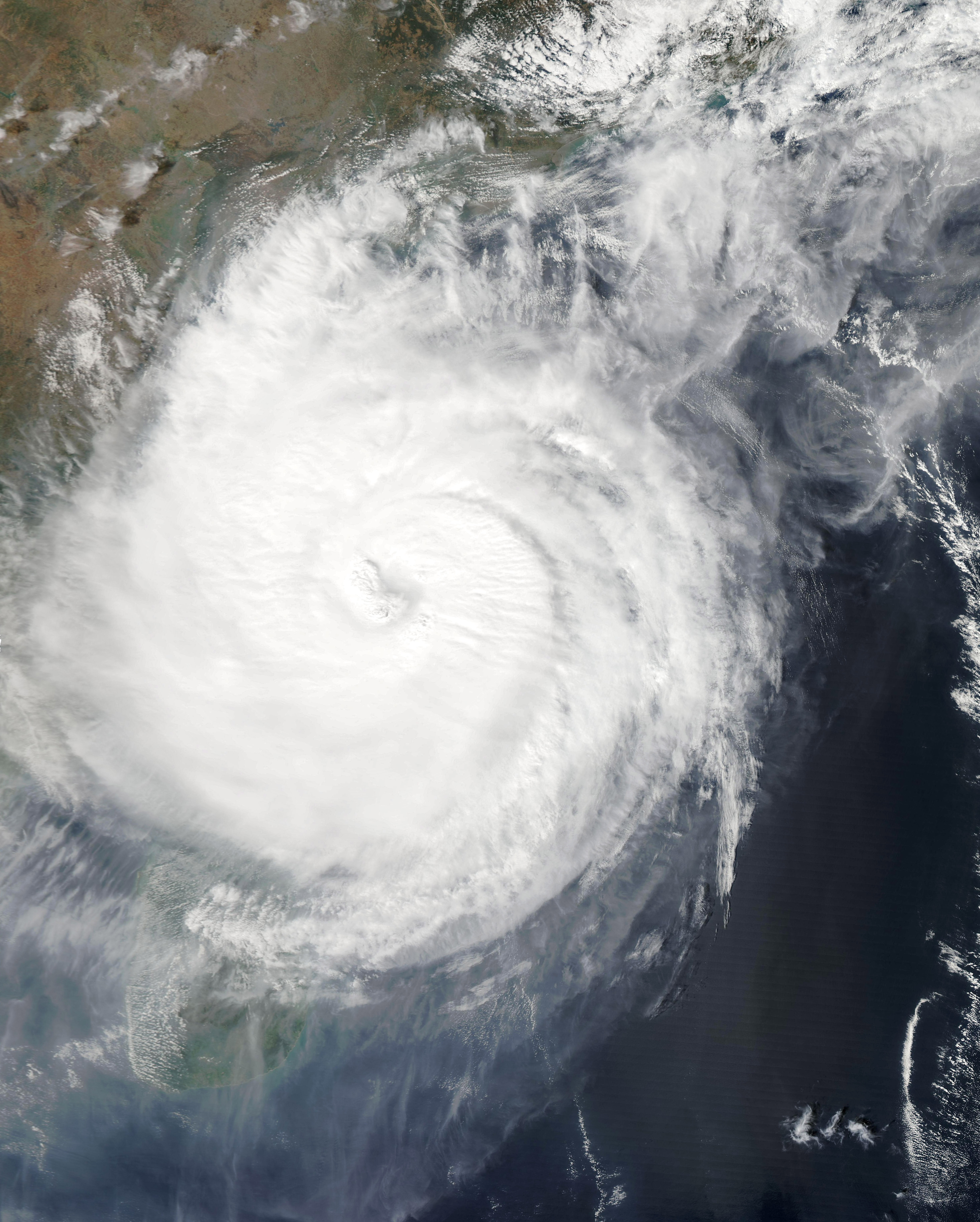
Ciclone Thane

Esta temporada foi abaixo da média, com dois ciclones se formando com um atingindo a Índia.
- A depressão ARB 01 afetou Gujarat e Maharashtra, mas nenhuma morte e dano foram relatados.[37]

- A tempestade ciclônica muito severa Thane atingiu Cuddalore em Tamilnadu em 30 de dezembro, que marca a data mais recente para um ciclone atingir a costa em qualquer lugar da bacia do Oceano Índico. Fez danos catastróficos sobre, Puducherry e Tamilnadu.

#### 2012

Ciclone Nilam

Esta temporada teve o início mais recente na bacia do Oceano Índico Norte já registrado pela primeira formação do sistema em 12 de outubro. Foi a estação menos ativa desde 1993, pois apenas cinco sistemas se formaram e dois ciclones se formaram. Um atingiu a Índia a partir de dois ciclones.
- A tempestade ciclônica Nilam foi a tempestade mortal e o único ciclone a atingir a Índia naquele ano, atacou Mamallapuram em Tamilnadu em outubro e trouxe danos piores para aquele estado e região de Rayalaseema de Andhra Pradesh. Matou 75 pessoas nesses lugares.

#### 2013

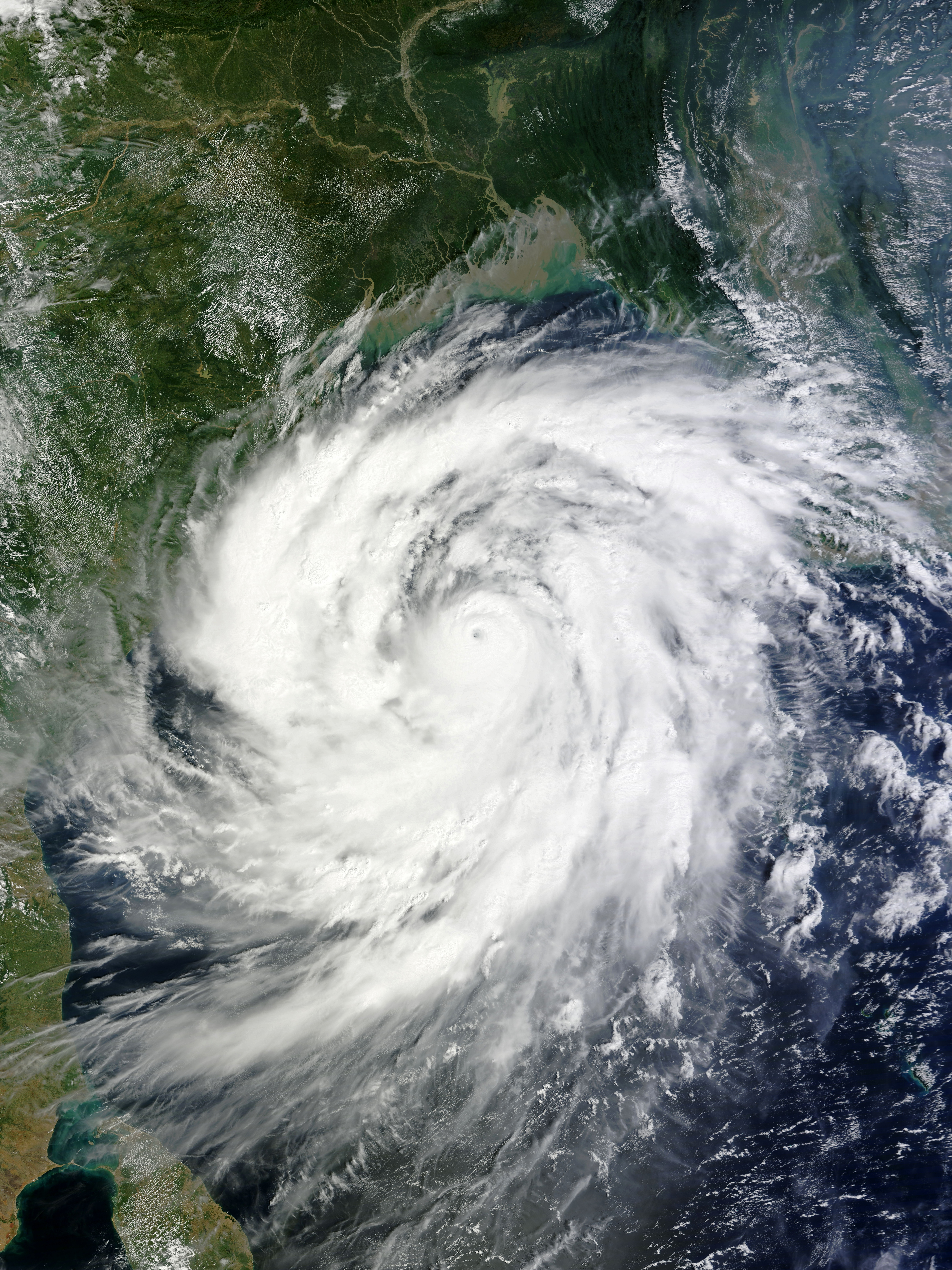
Ciclone Phailin

Esta temporada foi o quarto ano consecutivo de atividade acima da média, com cinco ciclones se formando e três atingindo a Índia e um ameaçando a costa.
- A tempestade ciclônica Viyaru piorou as condições da onda de calor no sul da Índia ao se afastar da Índia e atingir Bangladesh.

- Tempestade Ciclônica Extremamente Grave Phailin foi um furacão de categoria 5 e atingiu Gopalpur em Odisha, que faz a tempestade mais intensa a atingir Odisha desde 1999 Odisha Cyclone. Mais de um milhão de pessoas foram evacuadas em preparação para este ciclone.
- A tempestade ciclônica severa Helen e a tempestade ciclônica muito severa Lehar fizeram landfall consecutivamente sobre Machilipatnam em Andhra Pradesh no mês de novembro. Mas os danos foram mínimos, pois ambos os ciclones enfraqueceram quando atingiram a terra firme. Mas o ciclone Helen matou 12 pessoas em Andhra Pradesh.
- A tempestade ciclônica muito severa Madi rastreou um caminho raro na Baía de Bengala movendo-se inicialmente para nordeste e fazendo uma curva acentuada para sudoeste no mês de dezembro. Trouxe chuvas benéficas para Tamilnadu e os danos foram mínimos.

#### 2014

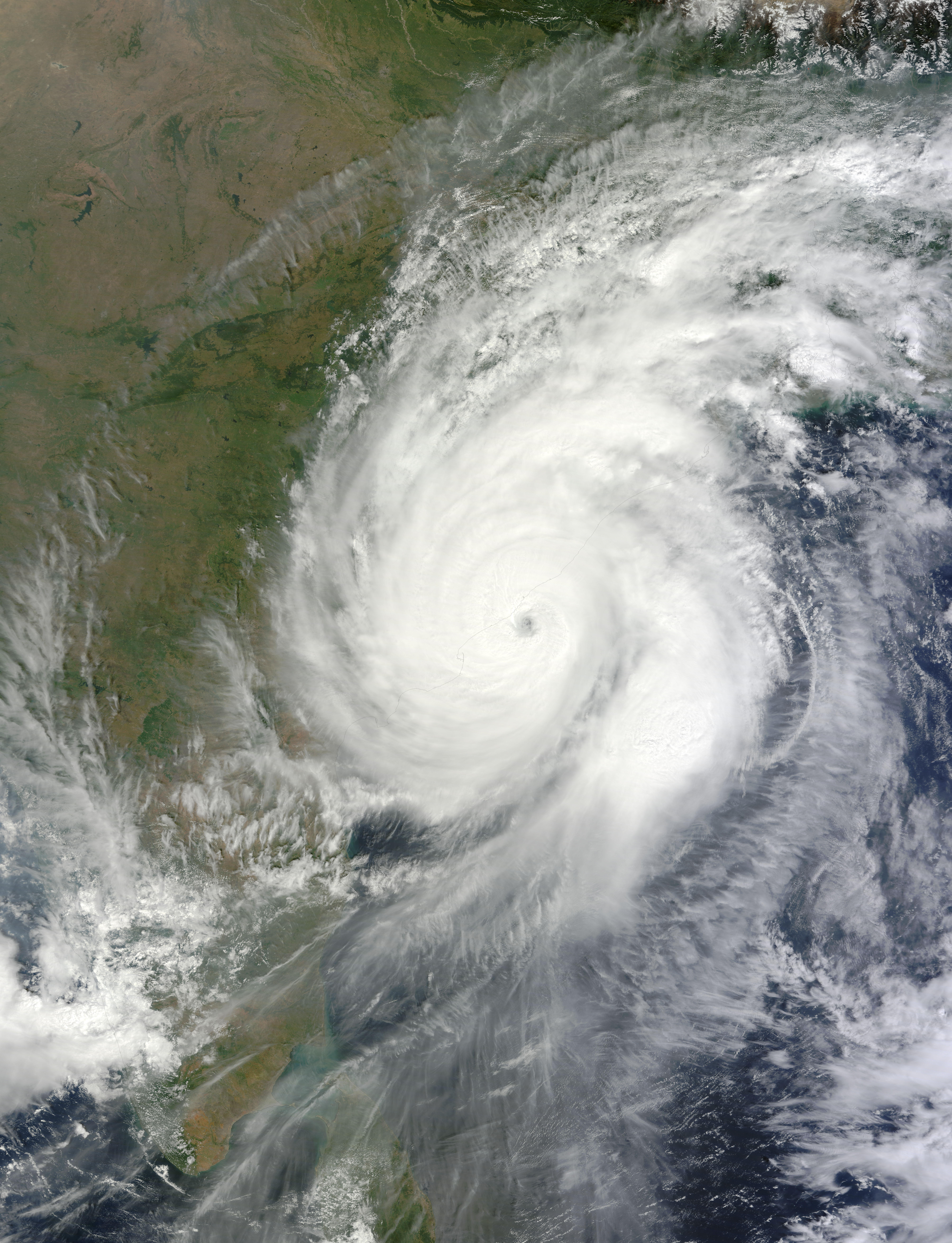
Ciclone Hudhud

A temporada estava abaixo da média, com apenas três ciclones se formando, com apenas um atingindo a Índia.
- A tempestade ciclônica Nanauk formou-se sobre o Mar da Arábia, mas atrasou o início da monção do sudoeste sobre Kerala.

- A tempestade ciclônica extremamente severa Hudhud fez um landfall catastrófico em seu pico de intensidade do furacão de categoria 4 sobre Visakhapatnam em 14 de outubro e causou danos piores naquele local. Seus restos foram rastreados até o Himalaia Ocidental, o que é muito raro.

#### 2015

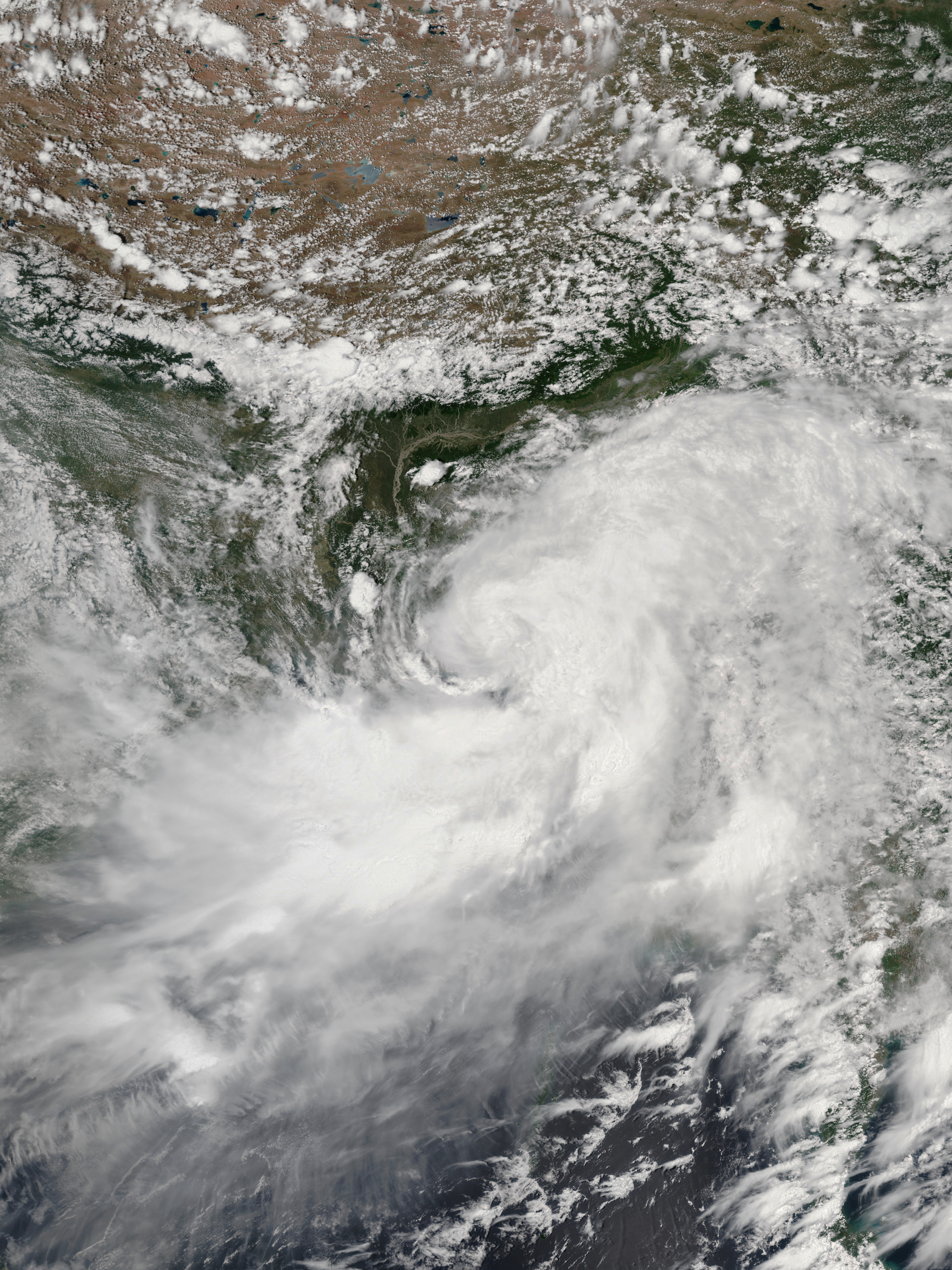
Ciclone Komen

A temporada apesar de estar sob o poderoso El Niño, que estava quase normal com quatro ciclones se formando, mas a temporada não apresentou nem um único desembarque indiano. Mas as depressões formadas durante as monções eram as mais mortais.
- A depressão profunda ARB 02 afetou Gujarat, causando US$ 260 milhões em danos e 81 mortes.[38]
- A tempestade ciclônica Komen depois de atacar Bangladesh entrou na Índia e trouxe as piores inundações no leste da Índia, matando 285 pessoas, o que o torna o ciclone mais mortal do mundo no ano de 2015.
- A depressão profunda BOB 03 juntamente com as baixas pressões sazonais das monções do nordeste nos meses de novembro e dezembro trouxeram as piores inundações sobre Tamilnadu e Chennai em 100 anos. Ele matou quase 500 pessoas e, não oficialmente, é um dos desastres mais caros na Índia já registrados, com danos superiores a US$ 15 mil milhões.

#### 2016

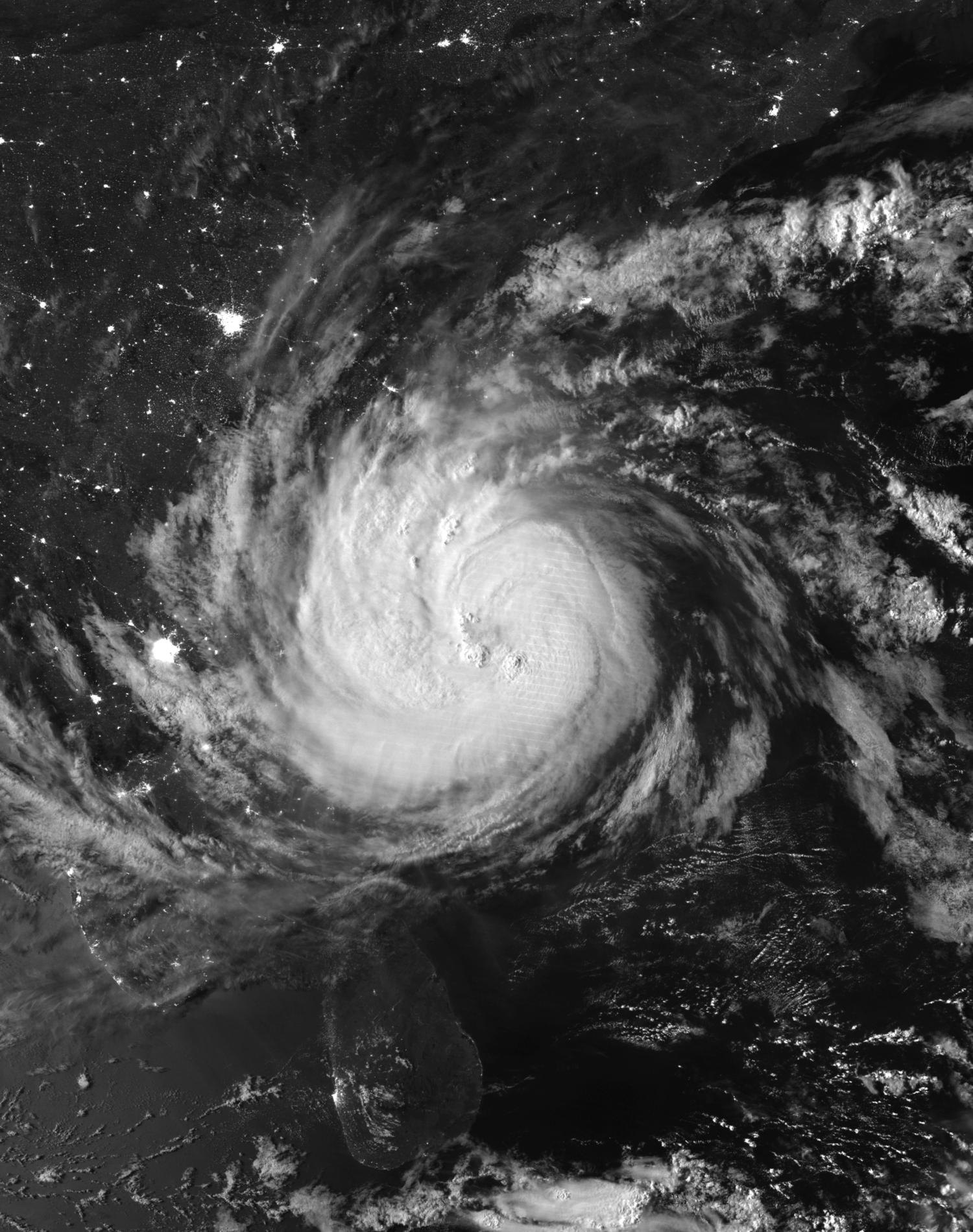
Ciclone Vardah

A temporada estava quase normal, com quatro ciclones se formando, três afetando a Índia e um ameaçando a costa.
- Tempestade ciclônica Roanu tomou um percurso raro no mês de maio ao passar ao lado da costa inteira da Índia e trouxe chuvas benefícas para Tâmil Nadu, Andra Pradexe e Odissa, as quais estavam sofrendo de de uma onda de calor associada ao El Niño.
- Tempestade Ciclônica Muito Severa Vardah atingiu Tamilnadu fazendo um desembarque sobre Chennai matando 12 pessoas e danos de $4.3 mil milhões.

#### 2017

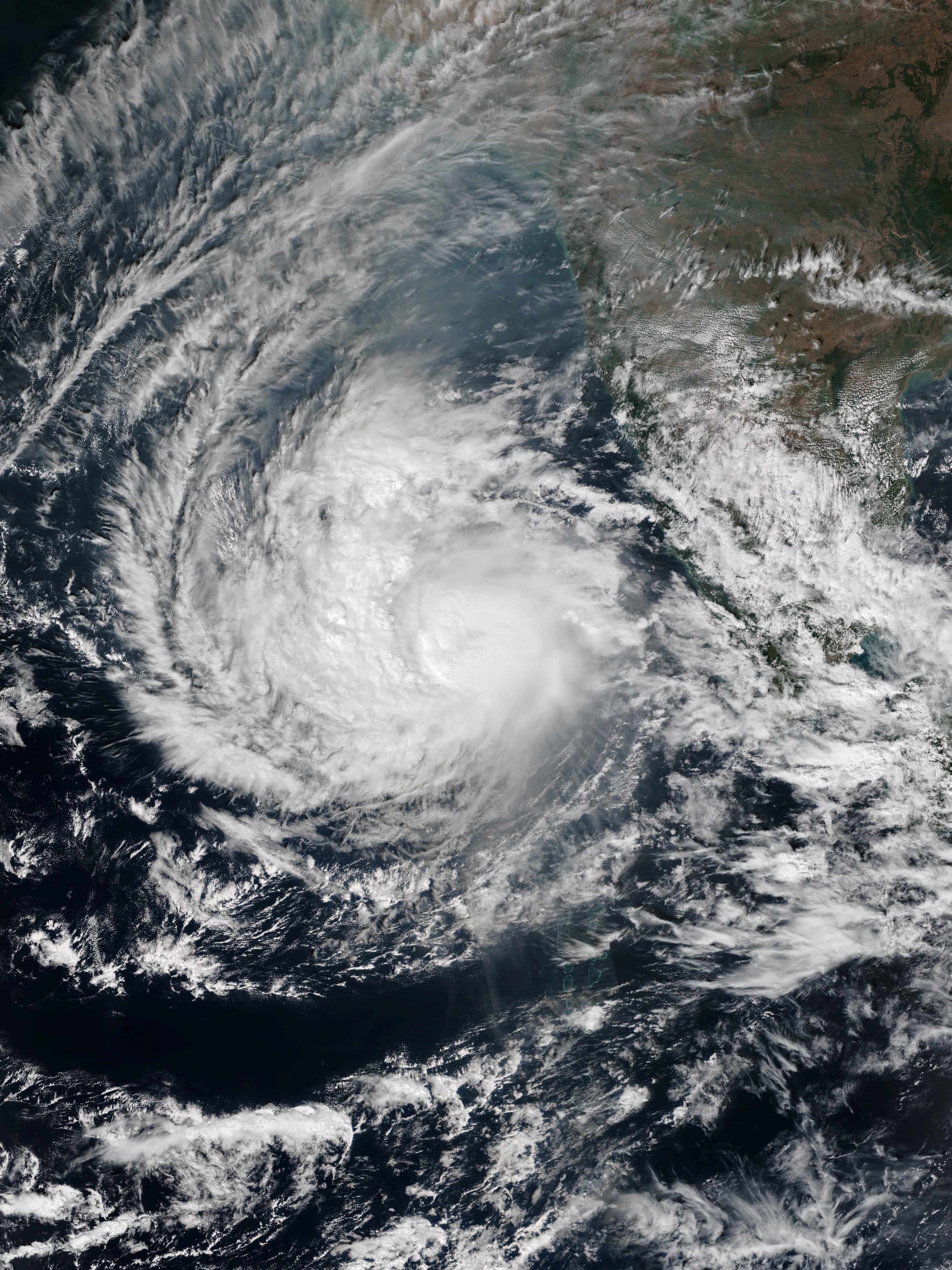
Ciclone Ockhi

A temporada estava abaixo da média, com três ciclones se formando e um afetando a Índia.
- A tempestade ciclônica extremamente severa Fani atingiu Puri em 3 de maio como um ciclone tropical equivalente à categoria 5 com velocidade oficial do vento de 215 kilometres per hour (134 mph), no entanto JTWC estimou que era 280 kilometres per hour (170 mph) batendo não oficialmente o recorde de Gonu em termos de 1 minuto de velocidade sustentada do vento e é não oficialmente o ciclone mais forte já registrado no norte do Oceano Índico com base na velocidade do vento.[39] Também se tornou o ciclone tropical mais forte a atingir o estado de Orissa após 1999 Odisha Cyclone e Phailin.[40] O custo dos danos foi de US$ 8,1 mil milhões.
- Os restos da tempestade ciclônica muito severa Vayu impactaram Gujarat causando alguns danos. 8 mortes foram registradas. Inicialmente, a tempestade contornou a costa de Saurashtra de Gujarat como um grande ciclone tropical mínimo de categoria 3.[41]
- Depressão profunda BOB 03, por volta das 08:00-09:00 UTC, atingiu a costa ao longo da costa norte de Odisha-Bengala Ocidental em 7 de agosto. Chuvas fortes foram registradas em muitas partes de Odisha, chegando a 382,6 milímetros (15,06 in) em Lanjigarh. 3 mortes foram relatadas[42]
- A tempestade ciclônica muito severa Hikaa afundou um barco que transportava 11 pescadores indianos. Em 17 de outubro, seis deles foram confirmados mortos e os outros cinco permaneciam desaparecidos.[43]
- A Depressão Terrestre 01 se formou em 30 de setembro e causou danos mínimos.
- As bandas externas da tempestade superciclônica Kyarr na costa de Maharashtra causaram fortes chuvas em algumas partes da Índia Ocidental.[44] Também causou um aumento de doenças transmitidas por vetores em algumas áreas.
- A tempestade ciclônica extremamente severa Maha causou danos menores no oeste e sul da Índia. Em seguida, aterrissou perto de Gujarat como uma depressão e rapidamente enfraqueceu depois.
- A tempestade ciclônica muito severa Bulbul formou-se em 6 de novembro a partir dos restos da tempestade tropical severa Matmo, que atravessou a Baía de Bengala. Bulbul então sofreu uma rápida intensificação, tornando-se uma tempestade ciclônica muito severa em 8 de novembro e atingiu a costa de Bengala Ocidental. Produziu fortes chuvas em muitas partes de Bengala Ocidental[45]
- Depressão profunda ARB 06 em seus estágios iniciais trouxe fortes chuvas sobre o sul da Índia e matou 25 pessoas.

#### 2018

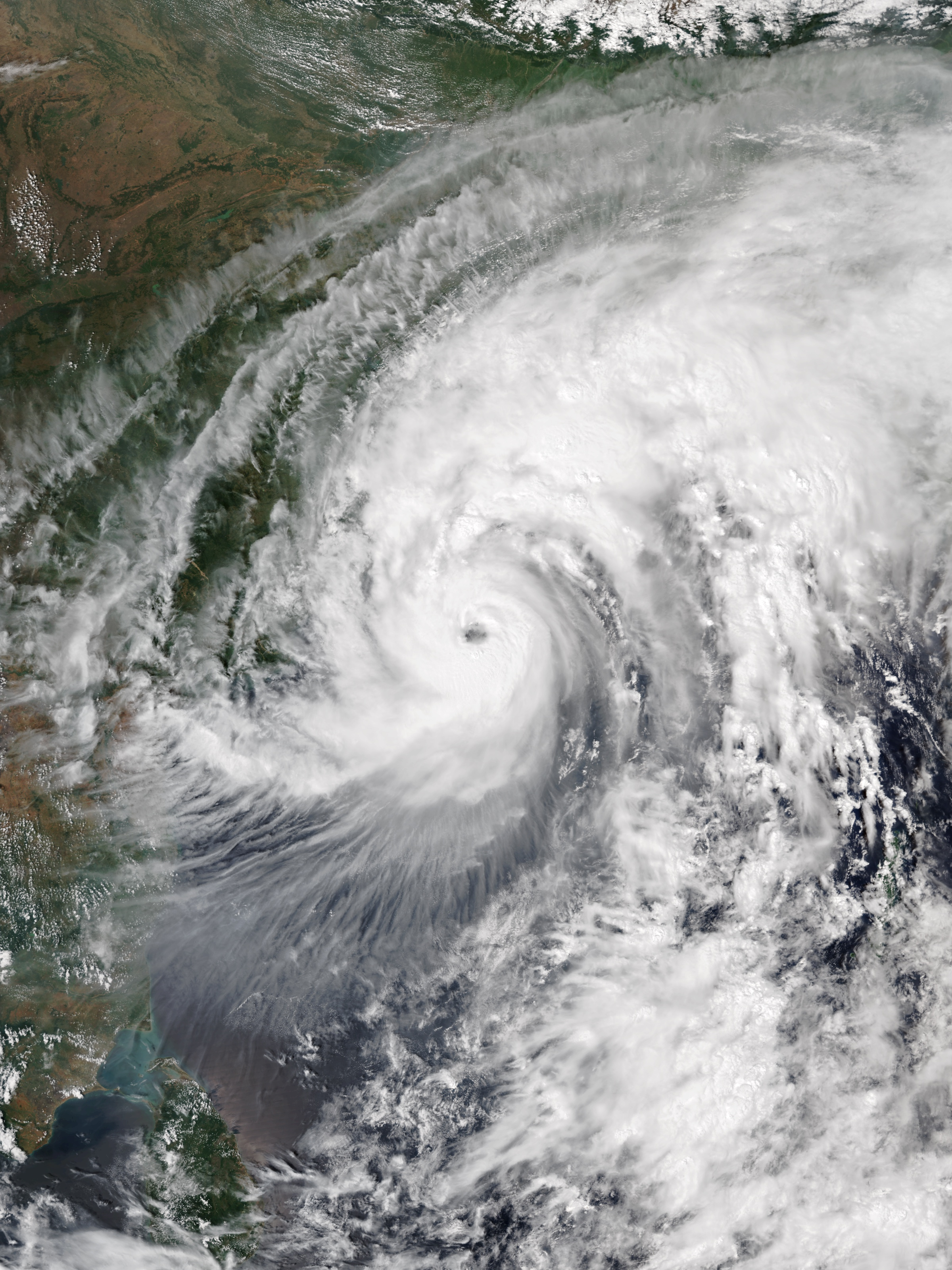
Ciclone Titli

A temporada foi o terceiro ano consecutivo de atividade acima da média, pois cinco ciclones se formaram este ano, com três atingindo a Índia. A temporada foi a segunda consecutiva a ter uma tempestade superciclônica e a primeira a ser registrada na Baía de Bengala desde 1999.
- Depressão profunda BOB 03 causou fortes chuvas no oeste de Uttar Pradesh e na capital indiana de Nova Delhi. A precipitação atingiu o pico em Meerut em Uttar Pradesh, que recebeu 226 mm de chuva em 24 horas. O rio Yamuna cruzou o nível de perigo e atingiu 205,5 metros em 29 de julho, levando à evacuação de mais de 1.500 pessoas em Delhi.[46]
- Depressão BOB 04, Depressão BOB 05 e Depressão Profunda BOB 06 foram tempestades de curta duração que afetaram o leste da Índia durante os meses de agosto e setembro.
- A tempestade ciclônica Daye atingiu o sul de Odisha no início de 21 de setembro, perto de Gopalpur. Daye continuou se movendo para o oeste, enquanto caía fortes quantidades de chuva em toda a Índia. Foi o primeiro ciclone de setembro na Baía de Bengala desde o ciclone Pyarr no ano de 2005.[47] Danos mínimos foram relatados.
- A tempestade ciclônica muito severa Titli atingiu a terra perto de Palasa, Andhra Pradesh, com intensidade máxima de 150 km/h. Titli matou pelo menos 77 pessoas em Odisha e deixou algumas outras desaparecidas, devido a fortes inundações e deslizamentos de terra.[48] Causou grande destruição à ferrovia da Costa Leste.
- A tempestade ciclônica muito severa Gaja atingiu o sul da Índia, em 16 de novembro. A tempestade sobreviveu cruzando o Mar Arábico mais tarde naquele dia; no entanto, degenerou em um remanescente baixo em condições hostis apenas alguns dias depois, em 20 de novembro. 52 pessoas foram mortas.
- A tempestade ciclônica severa Phethai desenvolveu-se no sul da Baía de Bengala em 13 de dezembro. Ele se fortaleceu constantemente e em 16 de dezembro, e atingiu a terra firme em Katrenikona em 17 de dezembro, com ventos sustentados de 3 minutos de 50 mph. 8 pessoas foram dadas como mortas.

#### 2019
- A tempestade ciclônica extremamente severa Fani atingiu Puri em 3 de maio como um ciclone tropical equivalente à categoria 5 com velocidade oficial do vento de 215 quilômetros por hora (130 mph), no entanto JTWC estimou que era 280 quilômetros por hora (170 mph) batendo não oficialmente o recorde de Gonu em termos de 1 minuto de velocidade sustentada do vento e é não oficialmente o ciclone mais forte já registrado no norte do Oceano Índico com base na velocidade do vento.[39] Também se tornou o ciclone tropical mais forte a atingir o estado de Odisha após 1999 Odisha Cyclone e Phailin.[49] O custo dos danos foi de US$ 8,1 mil milhões.

- Os restos da tempestade ciclônica muito severa Vayu impactaram Gujarat causando alguns danos. 8 mortes foram registradas. Inicialmente, a tempestade contornou a costa de Saurashtra de Gujarat como um grande ciclone tropical mínimo de categoria 3.[50]
- Depressão profunda BOB 03, por volta das 08:00-09:00 UTC, atingiu a costa ao longo da costa norte de Odisha-Bengala Ocidental em 7 de agosto. Chuvas fortes foram registradas em muitas partes de Odisha, chegando a 382,6 milímetros (15,06 in) em Lanjigarh. 3 mortes foram relatadas.[51]
- A tempestade ciclônica muito severa Hikaa afundou um barco que transportava 11 pescadores indianos. Em 17 de outubro, seis deles foram confirmados mortos e os outros cinco permaneciam desaparecidos.[52]
- A Depressão Terrestre 01 se formou em 30 de setembro e causou danos mínimos.

As bandas externas da tempestade superciclônica Kyarr na costa de Maharashtra causaram fortes chuvas em algumas partes da Índia Ocidental.  Também causou um aumento de doenças transmitidas por vetores em algumas áreas.
- A tempestade ciclônica extremamente severa Maha causou danos menores no oeste e sul da Índia. Em seguida, aterrissou perto de Gujarat como uma depressão e rapidamente enfraqueceu depois.[54]
- A tempestade ciclônica muito severa Bulbul formou-se em 6 de novembro a partir dos restos da tempestade tropical severa Matmo, que atravessou a Baía de Bengala. Bulbul então sofreu uma rápida intensificação, tornando-se uma tempestade ciclônica muito severa em 8 de novembro e atingiu a costa de Bengala Ocidental. Produziu fortes chuvas em muitas partes de Bengala Ocidental.[55]
- Depressão profunda ARB 06 em seus estágios iniciais trouxe fortes chuvas sobre o sul da Índia e matou 25 pessoas.

### Década de 2020

#### 2020

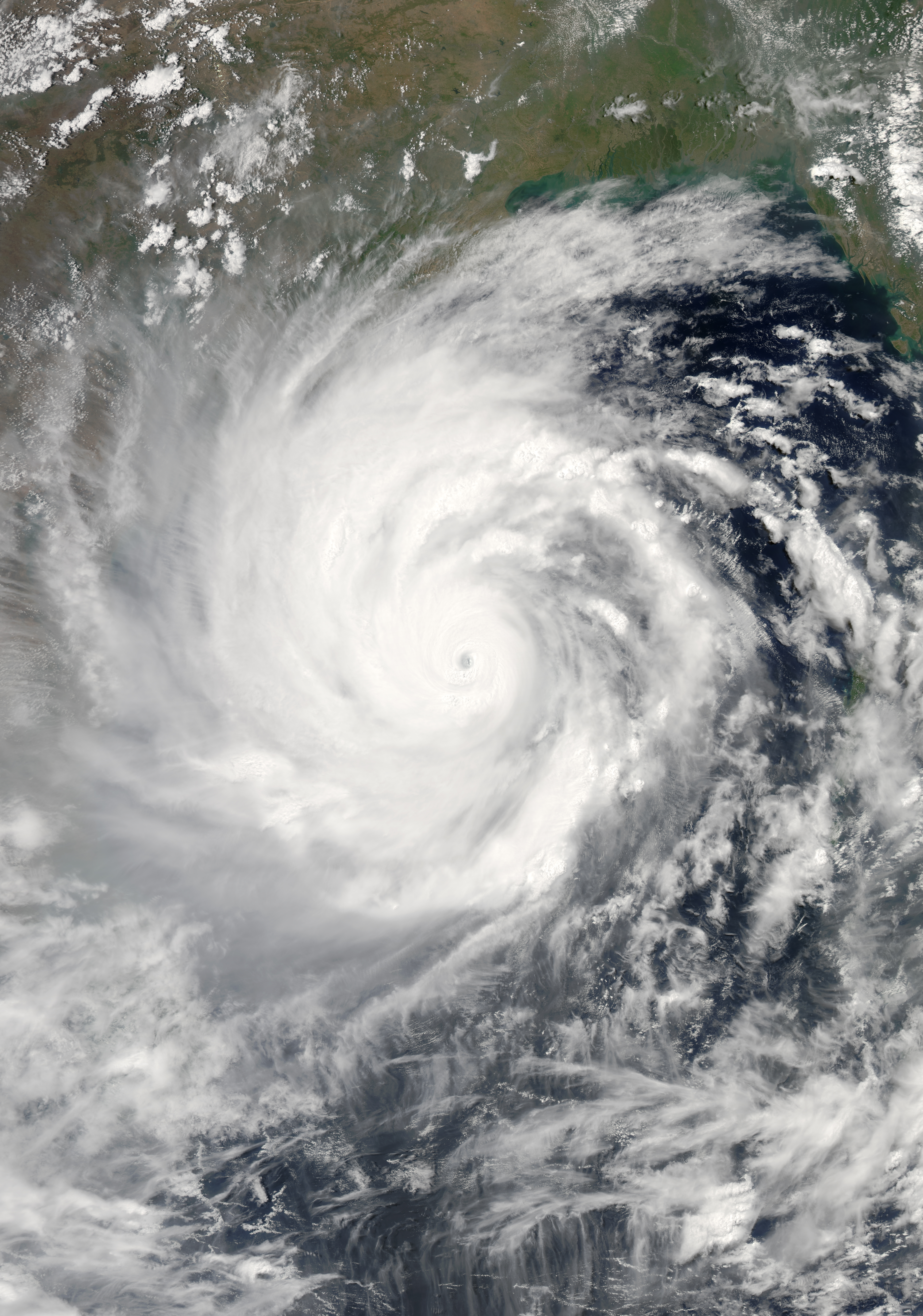
Ciclone Amphan

A temporada foi o terceiro ano consecutivo de atividade acima da média, pois cinco ciclones se formaram este ano, com três atingindo a Índia. A temporada foi a segunda consecutiva a ter uma tempestade superciclônica e a primeira a ser registrada na Baía de Bengala desde 1999.
- A tempestade superciclônica Amphan intensificou-se explosivamente de um ciclone equivalente de categoria 1 para um ciclone equivalente de categoria 4 em apenas 6 horas e ainda em ciclone equivalente de categoria 5 e tempestade superciclônica. Ele atingiu a terra em 20 de maio perto de Bakkhali, Bengala Ocidental, depois de enfraquecer posteriormente. Deixou para trás um rastro de danos catastróficos e mais tarde foi confirmado como a tempestade mais cara já registrada na bacia. 128 mortes foram registradas.[56]
- A forte tempestade ciclônica Nisarga atingiu a costa perto da cidade costeira de Alibag, em Maharashtra, às 12h30 IST de 3 de junho. Cerca de 400 mm de chuva foram registrados em Kavaratti. Foi o primeiro ciclone a atingir Maharashtra desde o ciclone Phyan no ano de 2009.[57]
- A Depressão Profunda BOB 02 desenvolveu-se sobre a Baía de Bengala, centro-oeste, embora o sistema tenha sido originalmente observado perto das Ilhas Spratly sobre o Mar da China Meridional em 6 de outubro e tenha chegado a Andra Pradexe, perto de Kakinada, nas primeiras horas de 13 de outubro. As chuvas torrenciais causaram inundações em Hyderabad matando pelo menos 80 pessoas.[58]
- A tempestade ciclônica muito severa Nivar atingiu a terra entre Karaikal e Mamallapuram em torno de Puducherry em 25 de novembro. 14 mortes e danos de US $ 600 milhões foram relatados. Também trouxe danos consideráveis a Andra Pradexe.
- A tempestade ciclônica Burevi causou fortes chuvas no sul da Índia. Trouxe fortes chuvas sobre Tâmil Nadu e os lugares que já foram afetados pelo ciclone Nivar. A tempestade matou 9 pessoas.

#### 2021

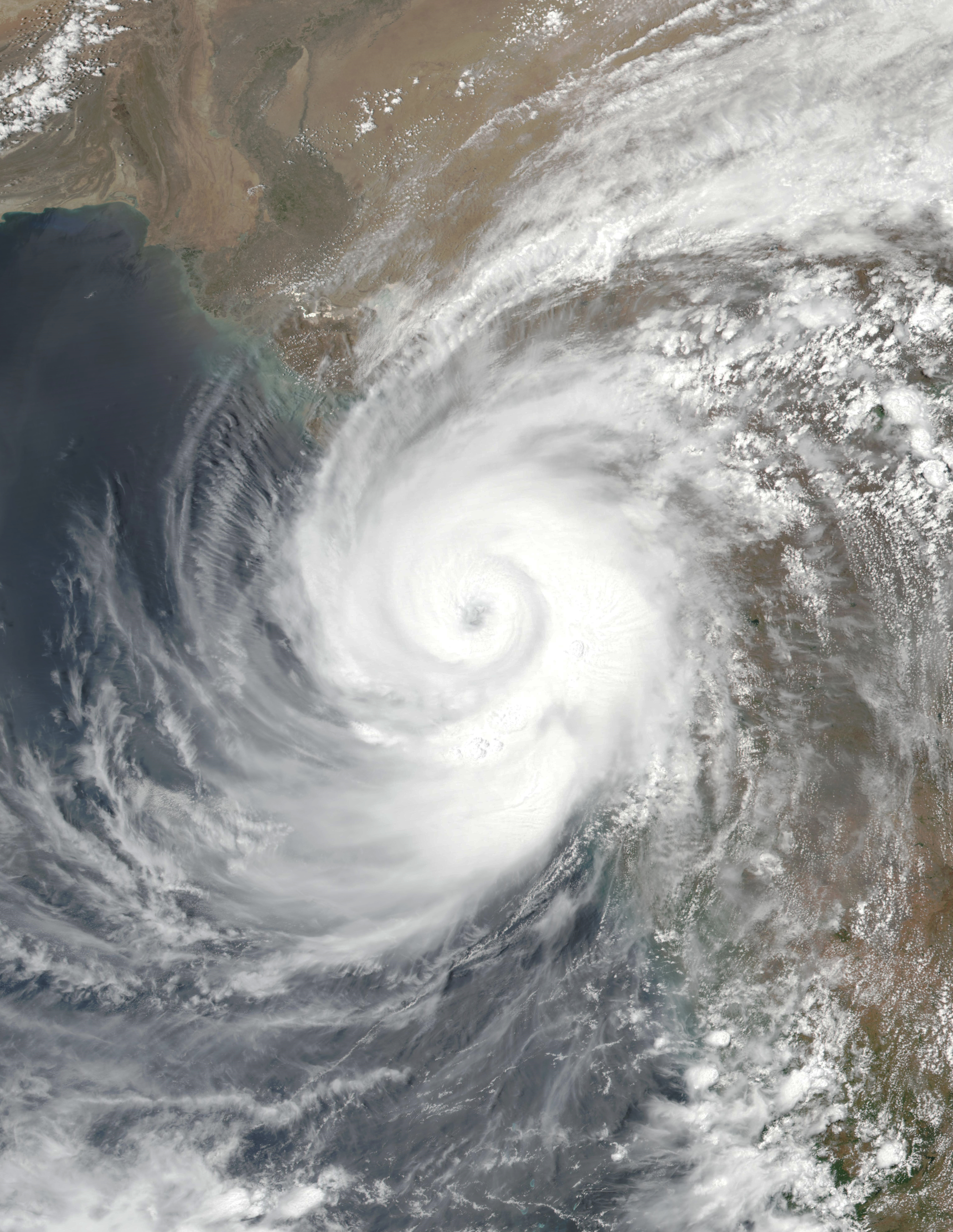
Ciclone Tauktae

Esta temporada foi o quarto ano consecutivo de atividade acima da média, com cinco ciclones se formando e três atingindo a Índia e um ameaçando a costa.
- A Depressão BOB 01 causou chuvas leves a moderadas com danos mínimos nas Ilhas Andaman e Nicobar como um sistema raro no início de abril.[59]
- A tempestade ciclônica extremamente severa Tauktae causou fortes chuvas e fortes rajadas de vento no sul da Índia, Gujarat, Goa e Maharashtra. Ele atingiu a costa sul da península de Saurashtra em Gujarat e causou danos moderados a pesados nas áreas costeiras peninsulares do sul de Gujarat.[60][61] Foi a pior tempestade a atingir Gujarat em 20 anos desde o ciclone de 1998 em Gujarat.[62]
- A tempestade ciclônica muito severa Yaas atingiu o estado de Odisha, tornando-se o segundo ciclone a atingir a nação em um período de dez dias. Os estados mais afetados são Bengala Ocidental e Odisha. Pelo menos 10 milhões de pessoas foram afetadas e 300.000 casas foram danificadas. A maioria deles foi causada por tempestades, marés astronômicas altas e aterros quebrados.[63] O ciclone também afetou o Nepal e Bangladesh.[64][65]
- Depressão profunda BOB 03 afetou Odisha, matando três. 2 pessoas morreram após o desabamento de uma casa separada e outra pessoa se afogou em um dreno.
- O ciclone Gulab atingiu Andra Pradexe perto de Kalingapatnam em 26 de setembro, tornando-se o primeiro ciclone a se formar na Baía de Bengala no mês de setembro desde o ciclone Daye de 2018. Vinte pessoas morreram devido à tempestade em vários lugares da Índia Central. Seus remanescentes afetaram Maharashtra e Gujarat, mais tarde se tornando o ciclone Shaheen, chegando ao Mar da Arábia em 30 de setembro.
- A Depressão BOB 05 e a Depressão BOB 06 atingiram o estado de Tâmil Nadu de forma consecutiva, causando chuvas extremamente fortes sobre o estado, juntamente com Pondicheri e Andra Pradexe, enquanto o último causou inundações históricas após 20 anos em Rayalaseema e chuvas adicionais por lá. As mortes totais de ambos os sistemas foram estimadas em quase cem.
- O ciclone Jawad contornou e ameaçou as costas de Andra Pradexe, Odisha e Bengala Ocidental antes de enfraquecer em uma área de baixa pressão e atingir o Sunderbans. Duas mortes foram relatadas devido ao ciclone.

## Climatologia
| Ciclones afetando a Índica por mês | Ciclones afetando a Índica por mês | Ciclones afetando a Índica por mês | Ciclones afetando a Índica por mês | Ciclones afetando a Índica por mês |
| ---------------------------------- | ---------------------------------- | ---------------------------------- | ---------------------------------- | ---------------------------------- |
|                                    |                                    |                                    |                                    |                                    |

| Ciclones afetando a Índica por período | Ciclones afetando a Índica por período | Ciclones afetando a Índica por período | Ciclones afetando a Índica por período | Ciclones afetando a Índica por período |
| -------------------------------------- | -------------------------------------- | -------------------------------------- | -------------------------------------- | -------------------------------------- |
|                                        |                                        |                                        |                                        |                                        |

## Recordes
- O ciclone tropical mais intenso a atingir a terra firme foi o Ciclone Odisha de 1999, que atingiu o estado de Odisha. Sua pressão mínima foi de 912 mbar (26,9 inHg) e a velocidade máxima do vento foi de 260 km/h (160 mph).[66]
- O ciclone tropical mais caro foi o ciclone Amphan de 2020, que atingiu o estado de Odisha e Bengala Ocidental. O custo dos danos foi de US$ 13 mil milhões batendo o recorde do ciclone Nargis.[67]
- O mais mortal é o ciclone de 1839 na Índia que atingiu o atual estado de Andra Pradexe. Ele causou mais de 300.000 mortes e 20.000 navios destruídos.[68]
- O ciclone tropical mais úmido foi a Tempestade Ciclônica Severa de 1968, que atingiu o estado de Bengala Ocidental com chuva recorde de 2.300 mm (91 in).